# Espécies de Rhododendron
Esta é uma lista de espécies de Rhododendron, da família Ericaceae. Dependendo da fonte, existem entre 800 a 1.100 espécies aceites.
Rhododendron tem oito subgéneros aceites:
- Azaleastrum;
- Candidastrum;
- Hymenanthes;
- Mumeazalea;
- Pentanthera;
- Rhododendron;
- Therorhodion;
- Tsutsusi.[4][5]

## A
- Rhododendron aberconwayi Cowan
- Rhododendron adenanthum M.Y. He
- Rhododendron adenogynum Diels
- Rhododendron adenopodum Franch.
- Rhododendron adenosum Davidian

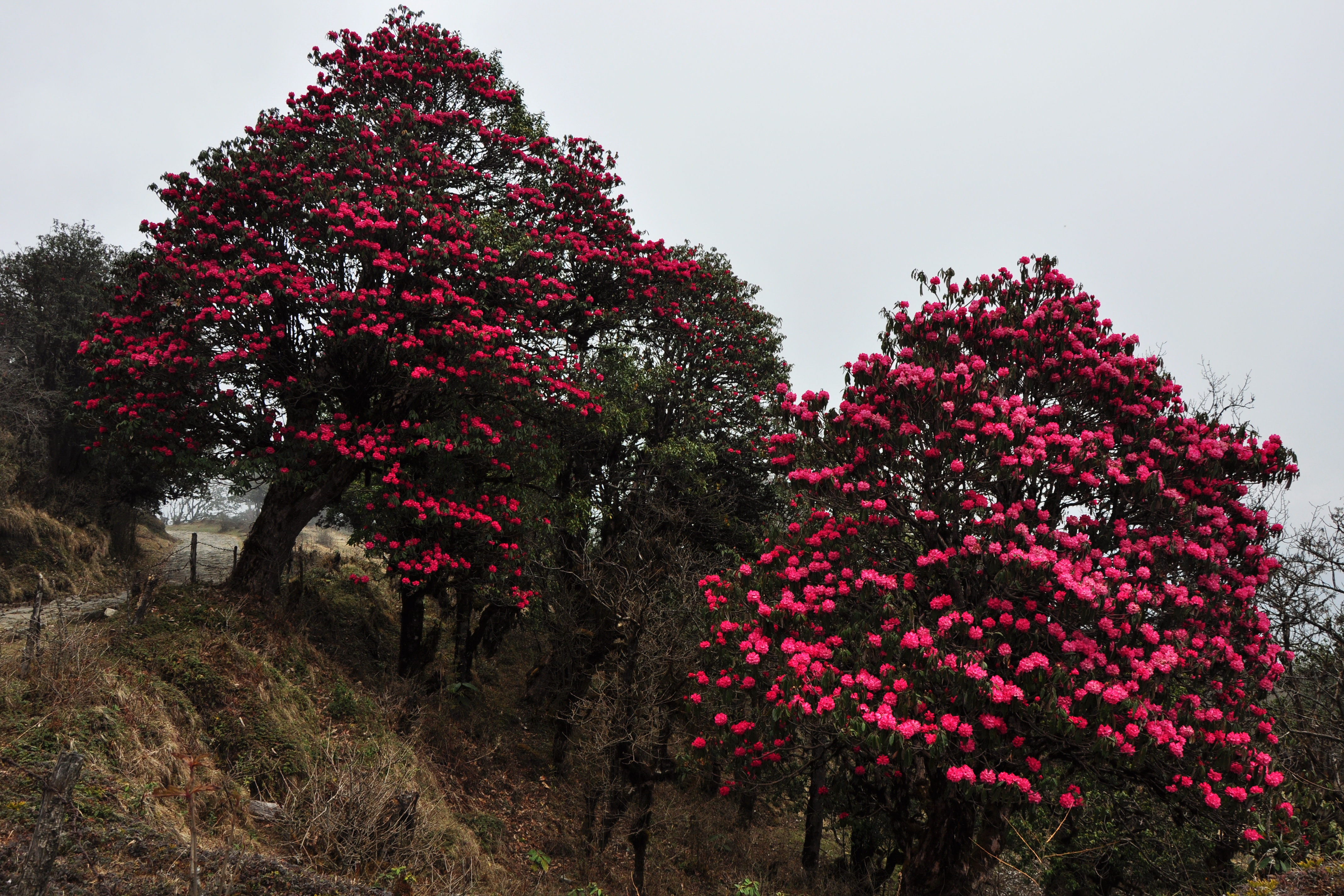
Rhododendron arboreum

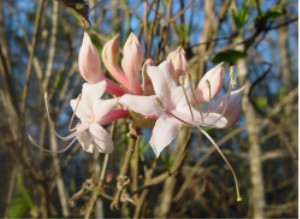
Rhododendron atlanticum

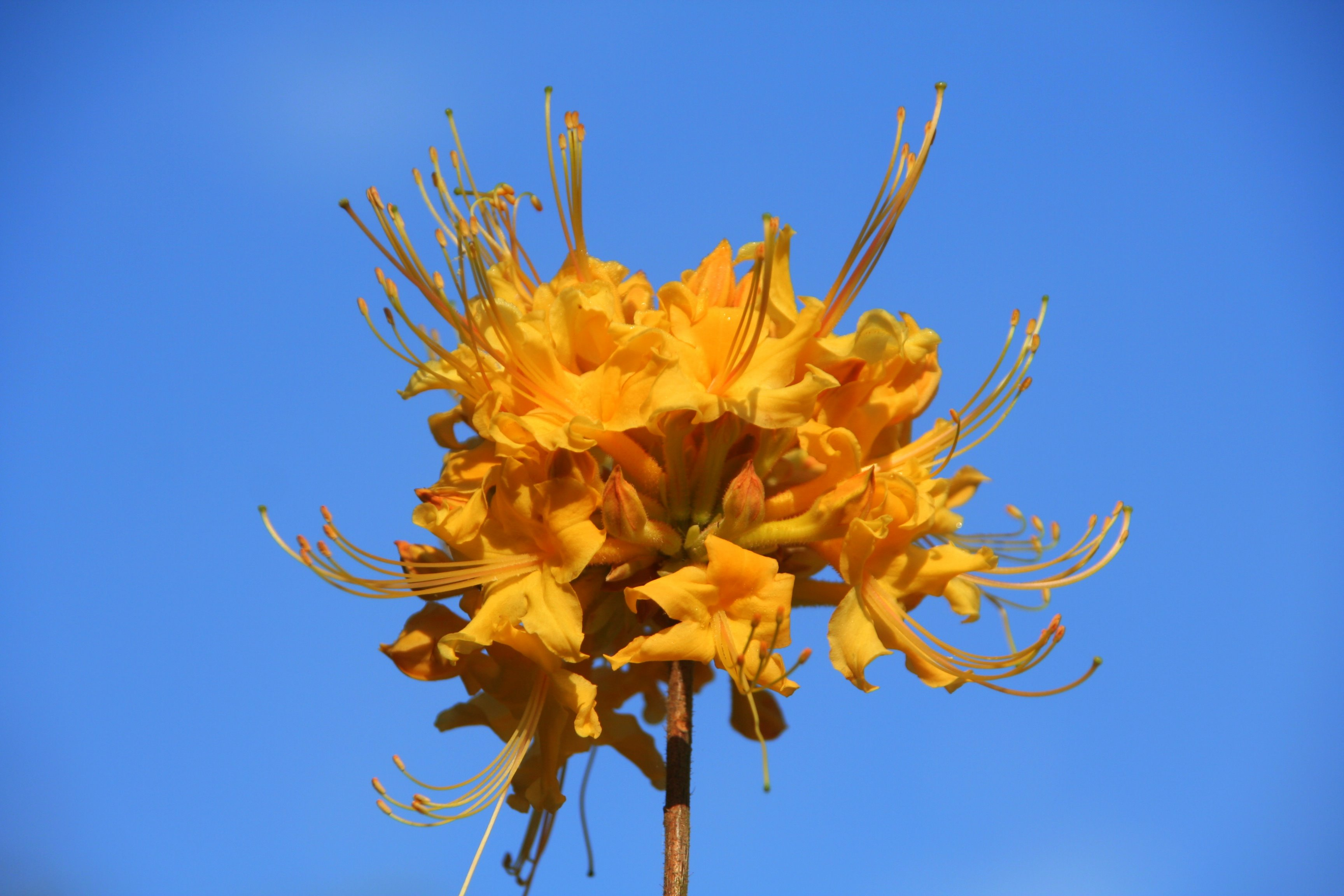
Rhododendron austrinum

- Rhododendron aganniphum Balf. f. & Kingdon-Ward
- Rhododendron agastum Balf. f. & W.W. Sm.
- Rhododendron albertsenianum Forrest
- Rhododendron albrechtii
- Rhododendron album Blume
- Rhododendron alutaceum Balf. f. & W.W. Sm.
- Rhododendron amandum Cowan
- Rhododendron ambiguum Hemsl.
- Rhododendron amesiae Rehder & E.H. Wilson
- Rhododendron amundsenianum Hand.-Mazz.
- Rhododendron annae Franch.
- Rhododendron anthopogon D. Don
- Rhododendron anthopogonoides Maxim.
- Rhododendron anthosphaerum Diels
- Rhododendron aperantum Balf. f. & Kingdon-Ward
- Rhododendron apricum P.C. Tam
- Rhododendron araiophyllum Balf. f. & W.W. Sm.
- Rhododendron arborescens (Pursh) Torr.
- Rhododendron arboreum Sm.
- Rhododendron argipeplum Balf. f. & R.E. Cooper
- Rhododendron argyrophyllum Franch.
- Rhododendron arizelum Balf. f. & Forrest
- Rhododendron asperulum Hutch. & Kingdon-Ward
- Rhododendron asterochnoum Diels
- Rhododendron atlanticum (Ashe) Rehder
- Rhododendron atropunicum H.P. Yang
- Rhododendron atrovirens Franch.
- Rhododendron augustinii Hemsl.
- Rhododendron aureum Georgi
- Rhododendron auriculatum Hemsl.
- Rhododendron auritum Tagg
- Rhododendron austrinum (Small) Rehder

## B
- Rhododendron bachii H. Lév.
- Rhododendron baileyi Balf. f.

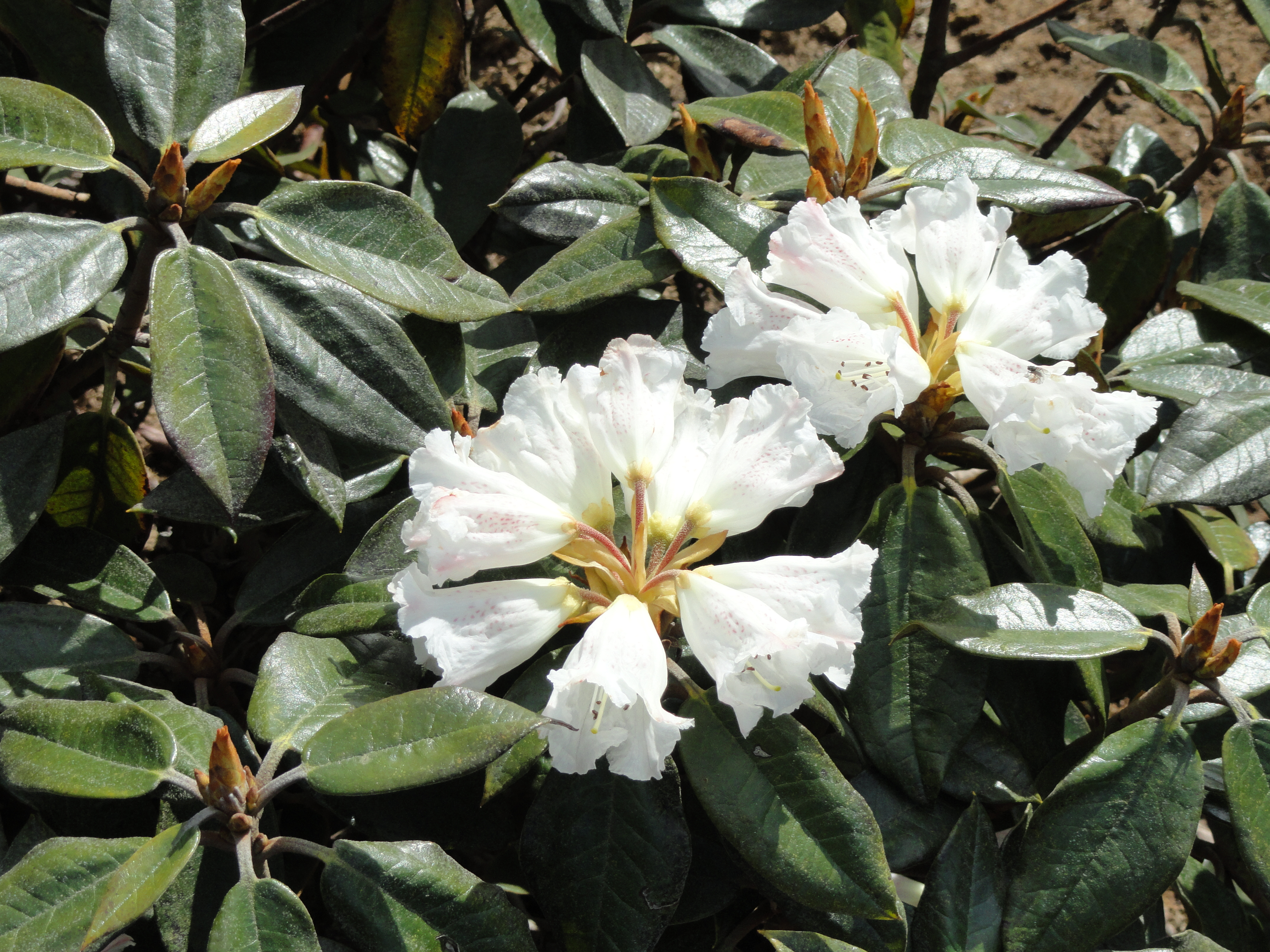
Rhododendron bureavii

- Rhododendron bainbridgeanum Tagg & Forrest
- Rhododendron balangense W.P. Fang
- Rhododendron balfourianum Diels
- Rhododendron bamaense Z.J. Zhao
- Rhododendron barbatum Wall. ex G. Don
- Rhododendron barkamense D.F. Chamb.
- Rhododendron basilicum Balf. f. & W.W. Sm.
- Rhododendron × bathyphyllum Balf. f. & Forrest
- Rhododendron beanianum Cowan
- Rhododendron beesianum Diels
- Rhododendron bellissimum D.F. Chamb.
- Rhododendron benhallii Craven, nom. nov.
- Rhododendron beyerinckianum Koord.
- Rhododendron bijiangense T.L. Ming
- Rhododendron bivelatum Balf. f.
- Rhododendron bonvalotii Bureau & Franch.
- Rhododendron boothii Nutt.
- Rhododendron brachyanthum Franch.
- Rhododendron brachypodum W.P. Fang & P.S. Liu
- Rhododendron bracteatum Rehder & E.H. Wilson
- Rhododendron brevicaudatum R.C. Fang & S.S. Chang
- Rhododendron brevinerve Chun & W.P. Fang
- Rhododendron breviperulatum Hayata
- Rhododendron brevipetiolatum M.Y. Fang
- Rhododendron bulu Hutch.
- Rhododendron bureavii Franch.
- Rhododendron buxifolium Low ex Hook.f.

## C
- Rhododendron caesium Hutch.

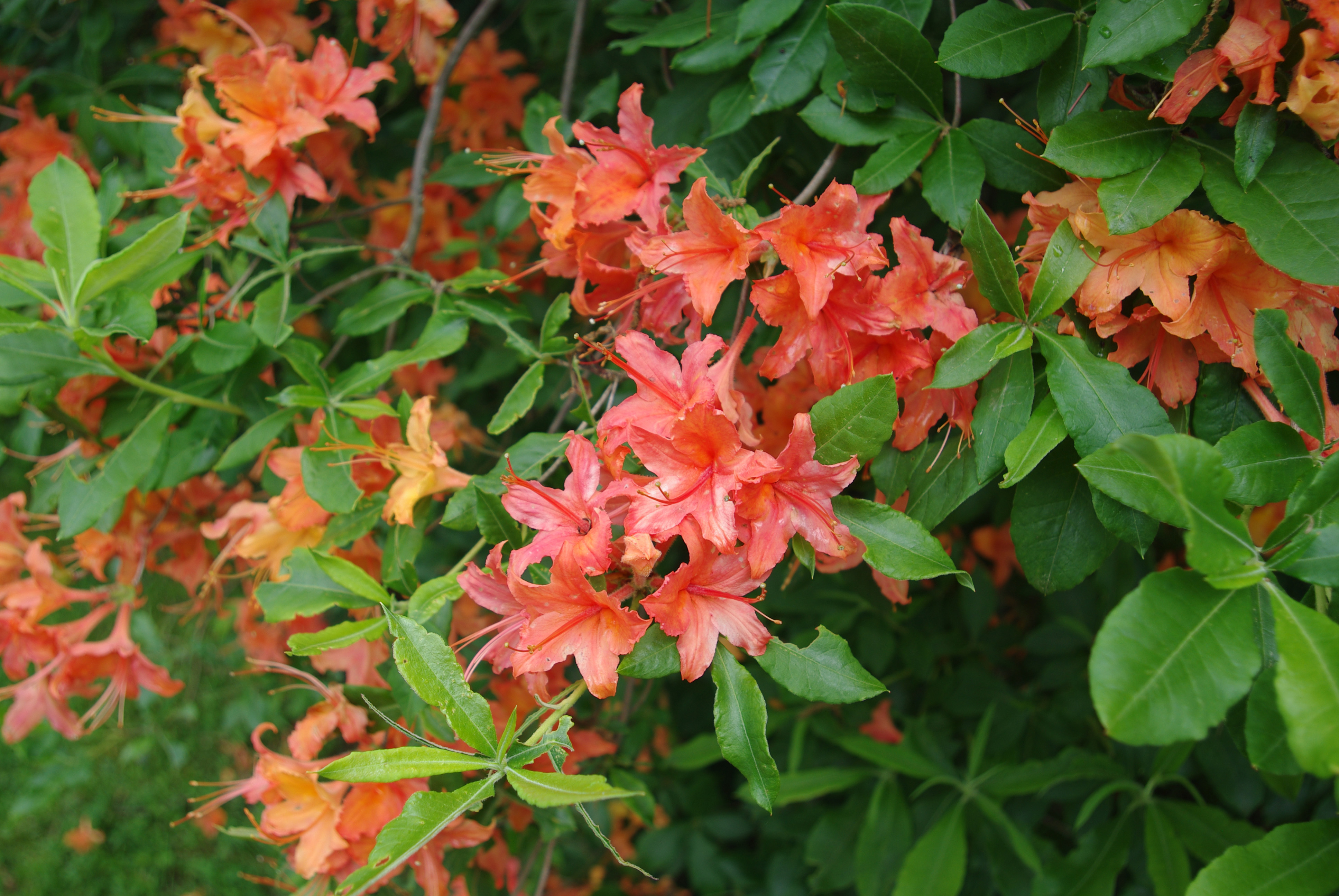
Rhododendron calendulaceum

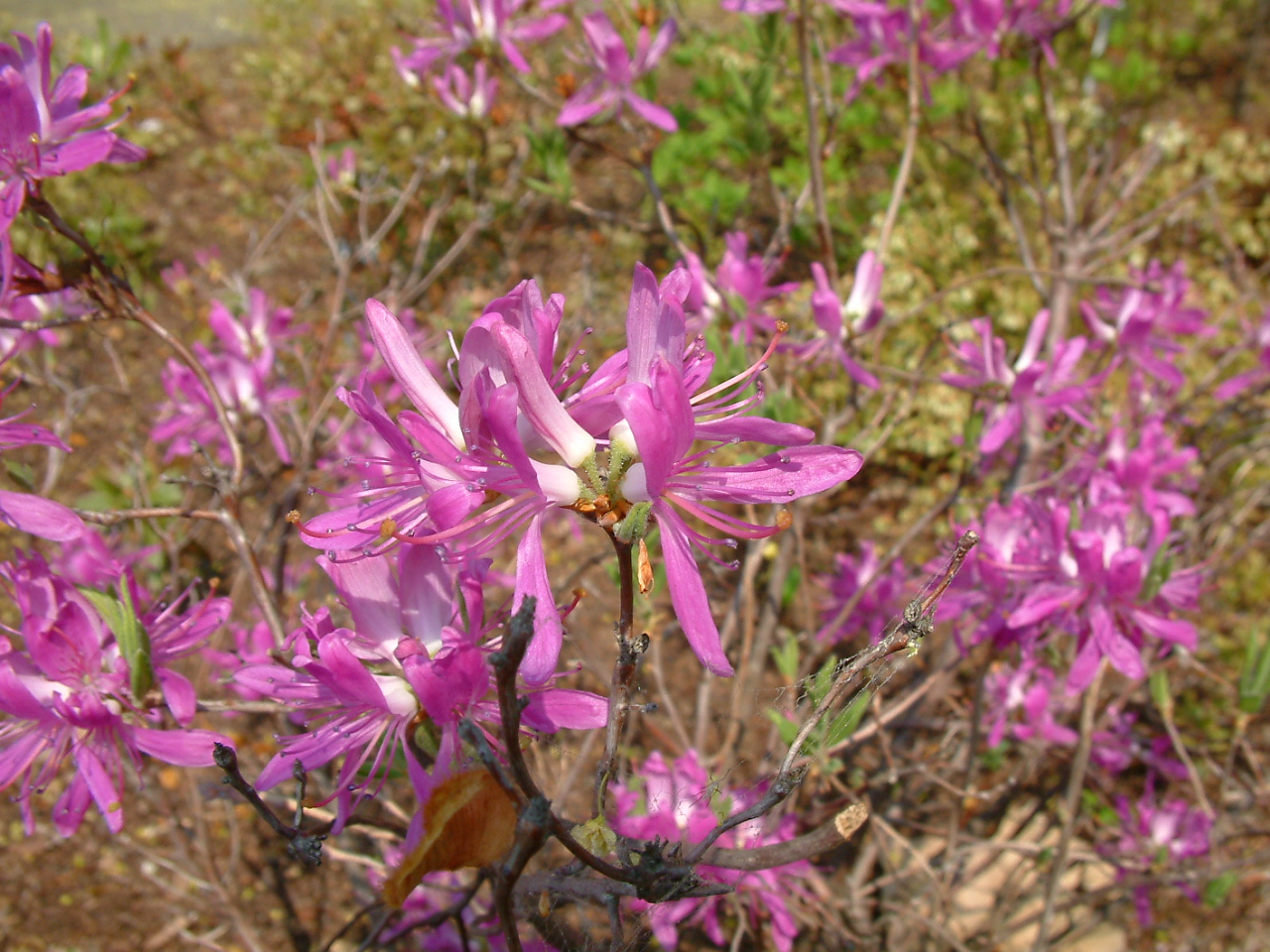
Rhododendron canadense

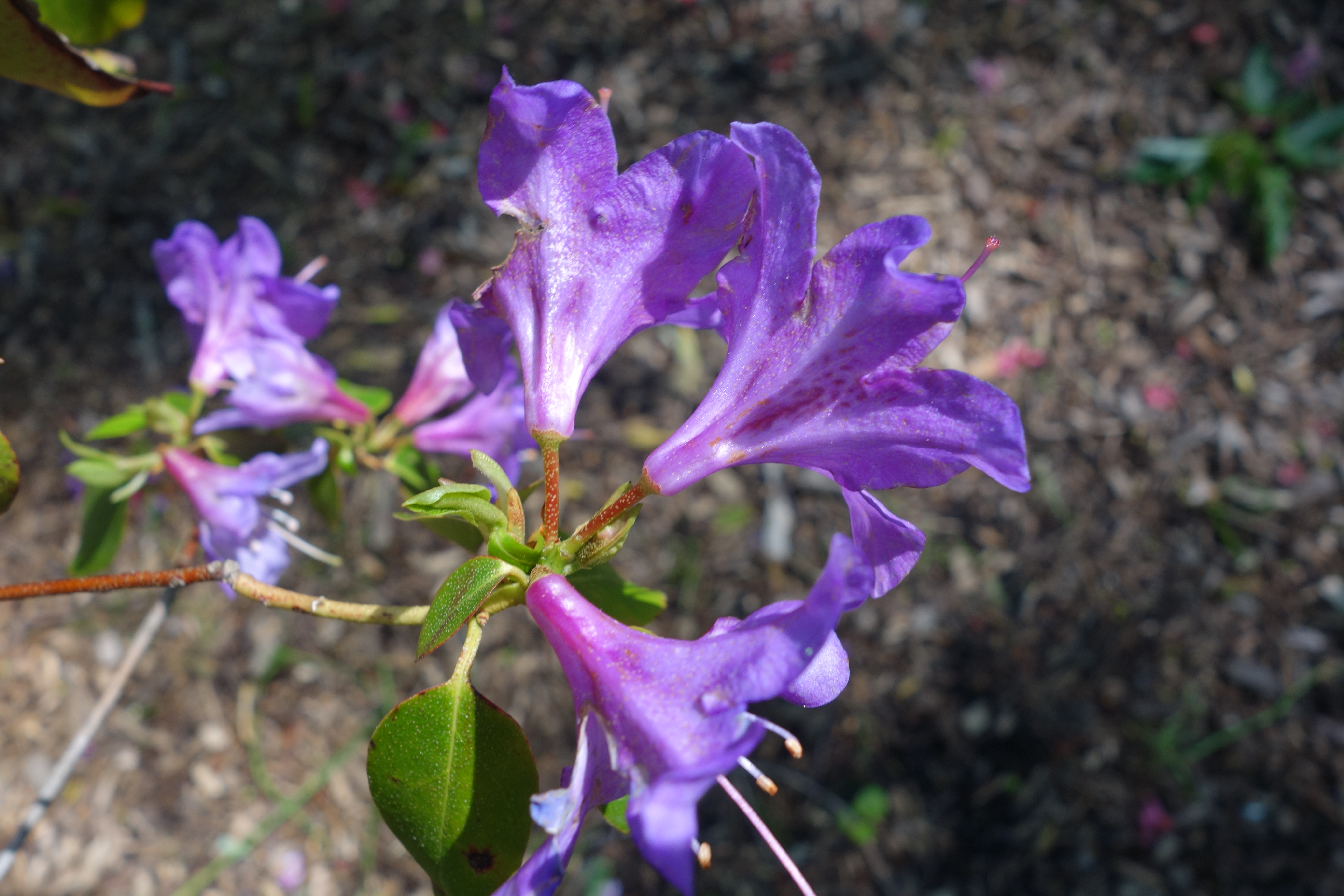
Rhododendron capitatum

- Rhododendron calendulaceum (Michx.) Torr.
- Rhododendron callimorphum Balf. f. & W.W. Sm.
- Rhododendron calophytum Franch.
- Rhododendron calostrotum Balf. f. & Kingdon-Ward
- Rhododendron calvescens Balf. f. & Forrest
- Rhododendron camelliiflorum Hook. f.
- Rhododendron campanulatum D. Don
- Rhododendron campylocarpum Hook. f.
- Rhododendron campylogynum Franch.
- Rhododendron canescens (Michx.) Sweet
- Rhododendron canadense (L.) Britton, Sterns & Poggenb.
- Rhododendron capitatum Maxim.
- Rhododendron carolinianum  Rehd.
- Rhododendron catacosmum Balf. f. ex Tagg
- Rhododendron catawbiense Michx.
- Rhododendron caucasicum Pall.
- Rhododendron cavaleriei H. Lév.
- Rhododendron cephalanthum Franch.
- Rhododendron cerasinum Tagg
- Rhododendron chamaethomsonii (Tagg) Cowan & Davidian
- Rhododendron chamaezelum Balf. f. & Forrest
- Rhododendron chamberlainii Craven, nom. nov.
- Rhododendron championiae Hook.
- Rhododendron changii (W.P. Fang) W.P. Fang
- Rhododendron chapmanii (Alph. Wood) Gandhi & Zarucchi
- Rhododendron chaoanense T.C. Wu & P.C. Tam
- Rhododendron charitopes Balf. f. & Farrer
- Rhododendron chihsinianum Chun & W.P. Fang
- Rhododendron chilanshanense Kurashige
- Rhododendron chionanthum Tagg & Forrest
- Rhododendron chrysocalyx H. Lév. & Vaniot
- Rhododendron chrysodoron Tagg ex Hutch.
- Rhododendron chunienii Chun & W.P. Fang
- Rhododendron chunii W.P. Fang
- Rhododendron ciliatum Hook. f.
- Rhododendron ciliicalyx Franch.
- Rhododendron ciliipes Hutch.
- Rhododendron cinnabarinum Hook. f.
- Rhododendron circinnatum Cowan & Kingdon-Ward
- Rhododendron citriniflorum Balf. f. & Forrest
- Rhododendron clementinae Forrest
- Rhododendron codonanthum Balf. f. & Forrest
- Rhododendron coelicum Balf. f. & Farrer
- Rhododendron coeloneurum Diels
- Rhododendron colemanii R.F. Mill
- Rhododendron columbianum (Piper) Harmaja
- Rhododendron comisteum Balf. f. & Forrest
- Rhododendron complexum Balf. f. & W.W. Sm.
- Rhododendron concinnum Hemsl.
- Rhododendron coriaceum Franch.
- Rhododendron coryanum Tagg & Forrest
- Rhododendron crassifolium Stapf
- Rhododendron crassimedium P.C. Tam
- Rhododendron crassistylum M.Y. He
- Rhododendron cretaceum P.C. Tam
- Rhododendron crinigerum Franch.
- Rhododendron cuneatum W.W. Sm.
- Rhododendron cyanocarpum (Franch.) Franch. ex W.W. Sm.

## D
- Rhododendron dachengense G.Z. Li
- Rhododendron dalhousieae Hook. f.
- Rhododendron danbaense L.C. Hu

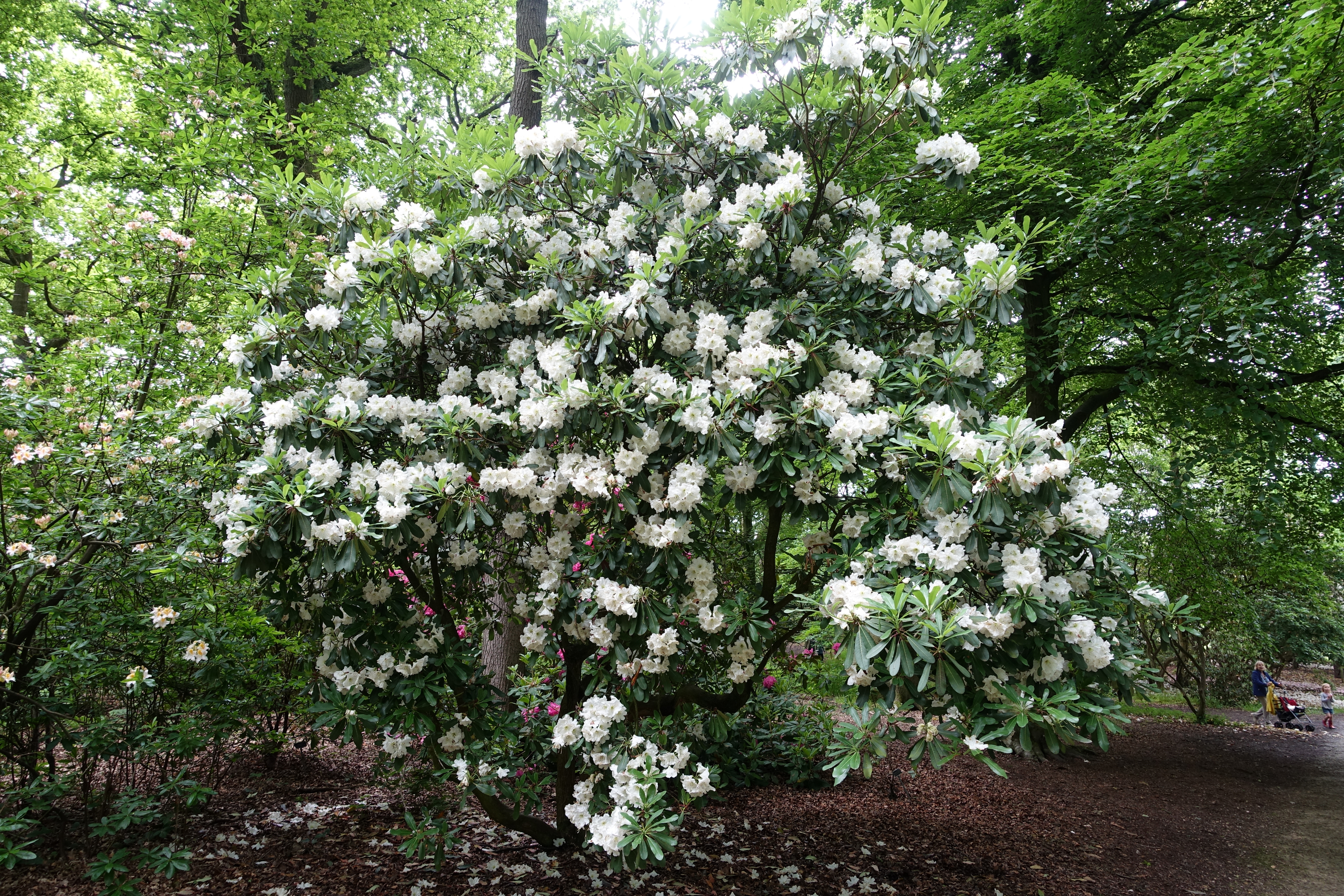
Rhododendron decorum

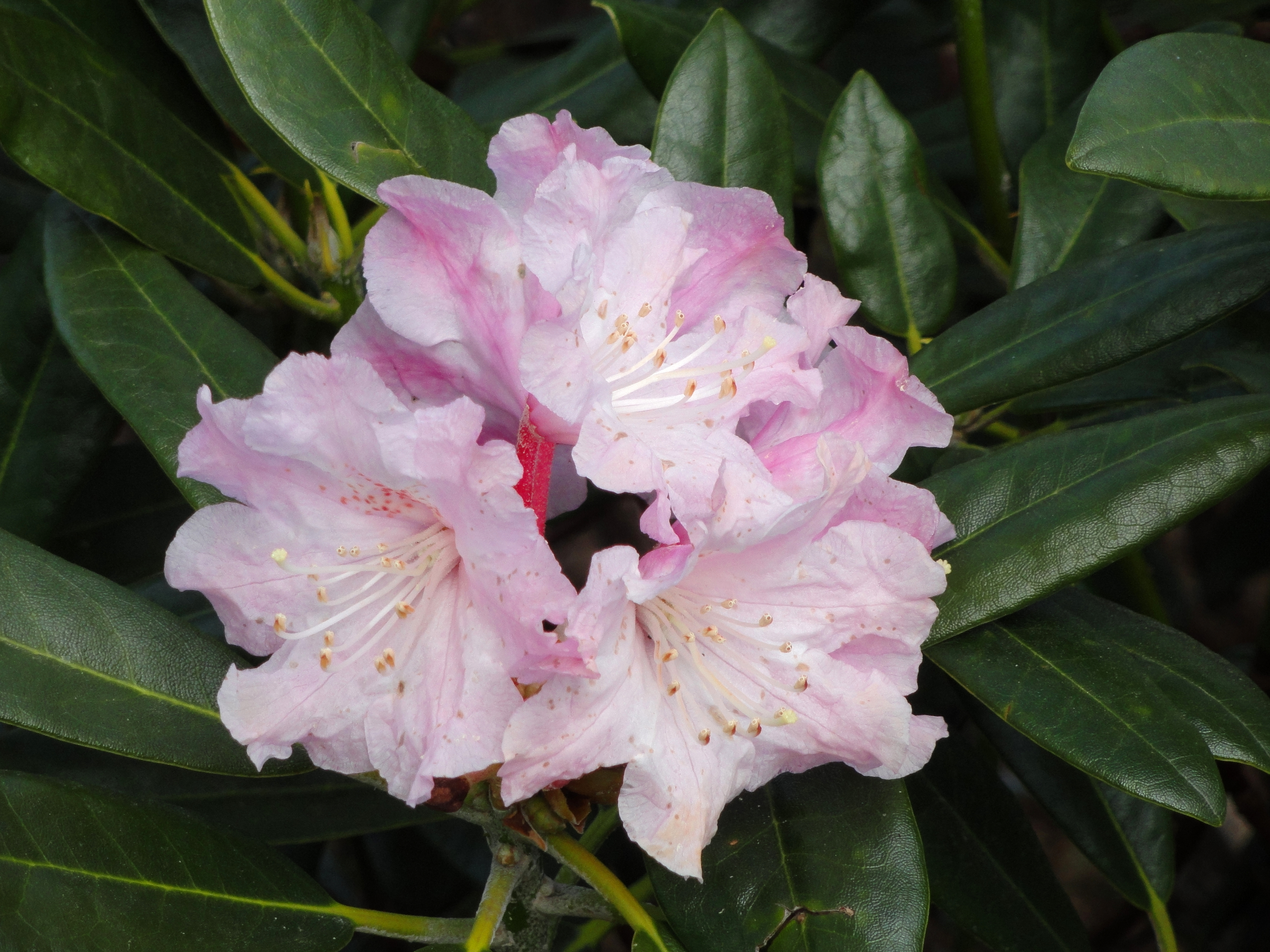
Rhododendron degronianum

- Rhododendron dasycladoides Hand.-Mazz.
- Rhododendron dasypetalum Balf. f. & Forrest
- Rhododendron datiandingense Z.J. Feng
- Rhododendron dauricum L.
- Rhododendron davidii Franch.
- Rhododendron davidsonianum Rehder & E.H. Wilson
- Rhododendron dawuense H.P. Yang
- Rhododendron dayaoshanense L.M. Gao & D.Z. Li
- Rhododendron dayiense M.Y. He
- Rhododendron declivatum Ching & H.P. Yang
- Rhododendron decorum Franch.
- Rhododendron degronianum Carrière
- Rhododendron dekatanum Cowan
- Rhododendron delavayi Franch.
- Rhododendron dendricola Hutch.
- Rhododendron dendrocharis Franch.
- Rhododendron densifolium K.M. Feng
- Rhododendron denudatum H. Lév.
- Rhododendron detersile Franch.
- Rhododendron × detonsum Balf. f. & Forrest
- Rhododendron dichroanthum Diels
- Rhododendron dignabile Cowan
- Rhododendron dimitrum Balf. f. & Forrest
- Rhododendron × diphrocalyx Balf. f.
- Rhododendron discolor Franch.
- Rhododendron diversipilosum (Nakai) Harmaja
- Rhododendron duclouxii H. Lév.
- Rhododendron dumicola Tagg & Forrest

## E
- Rhododendron ebianense M.Y. Fang
- Rhododendron eclecteum Balf. f. & Forrest
- Rhododendron edgarianum Rehder & E.H. Wilson
- Rhododendron edgeworthii Hook. f.
- Rhododendron elegantulum Tagg & Forrest
- Rhododendron emarginatum Hemsl. & E.H. Wilson
- Rhododendron erastum Balf. f. & Forrest
- Rhododendron ericoides Low ex Hook.f.
- Rhododendron erosum Cowan
- Rhododendron × erythrocalyx Balf. f. & Forrest
- Rhododendron esetulosum Balf. f. & Forrest
- Rhododendron euchroum Balf. f. & Kingdon-Ward
- Rhododendron eudoxum Balf. f. & Forrest
- Rhododendron eurysiphon Tagg & Forrest
- Rhododendron exasperatum Tagg
- Rhododendron excellens Hemsl. & E.H. Wilson

## F
- Rhododendron faberi Hemsl.

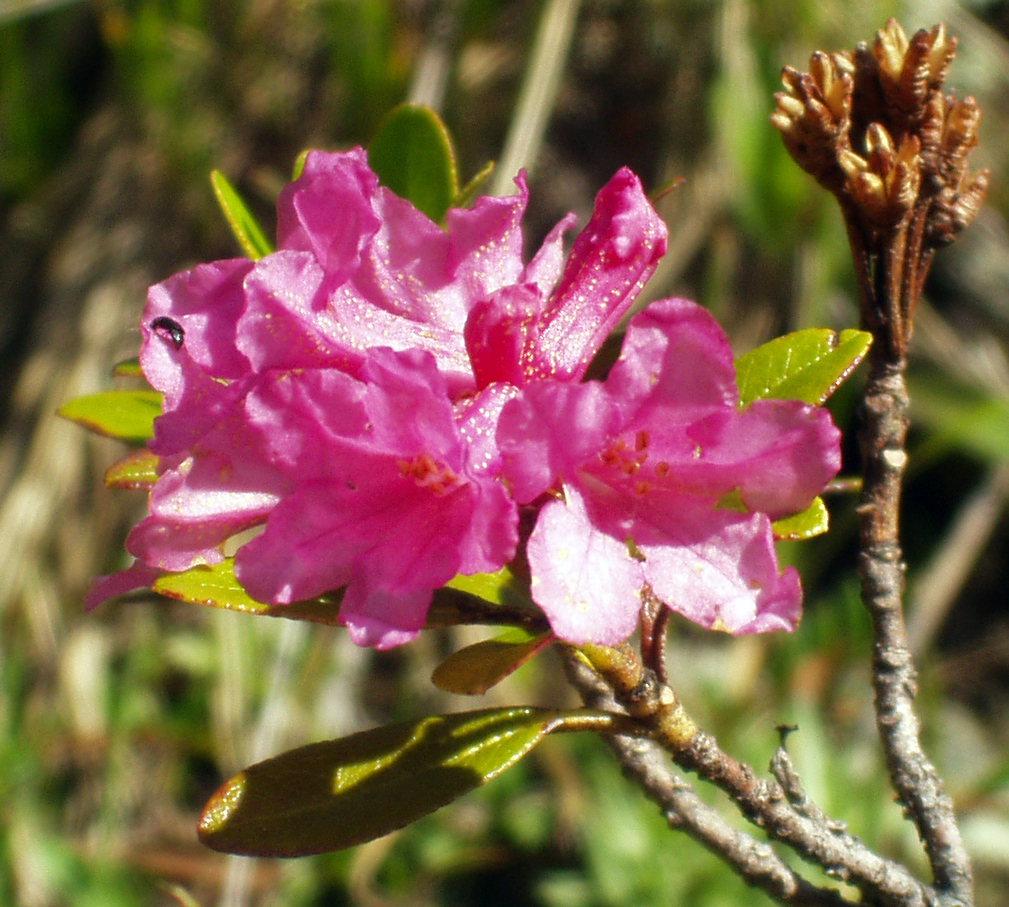
Rhododendron ferrugineum

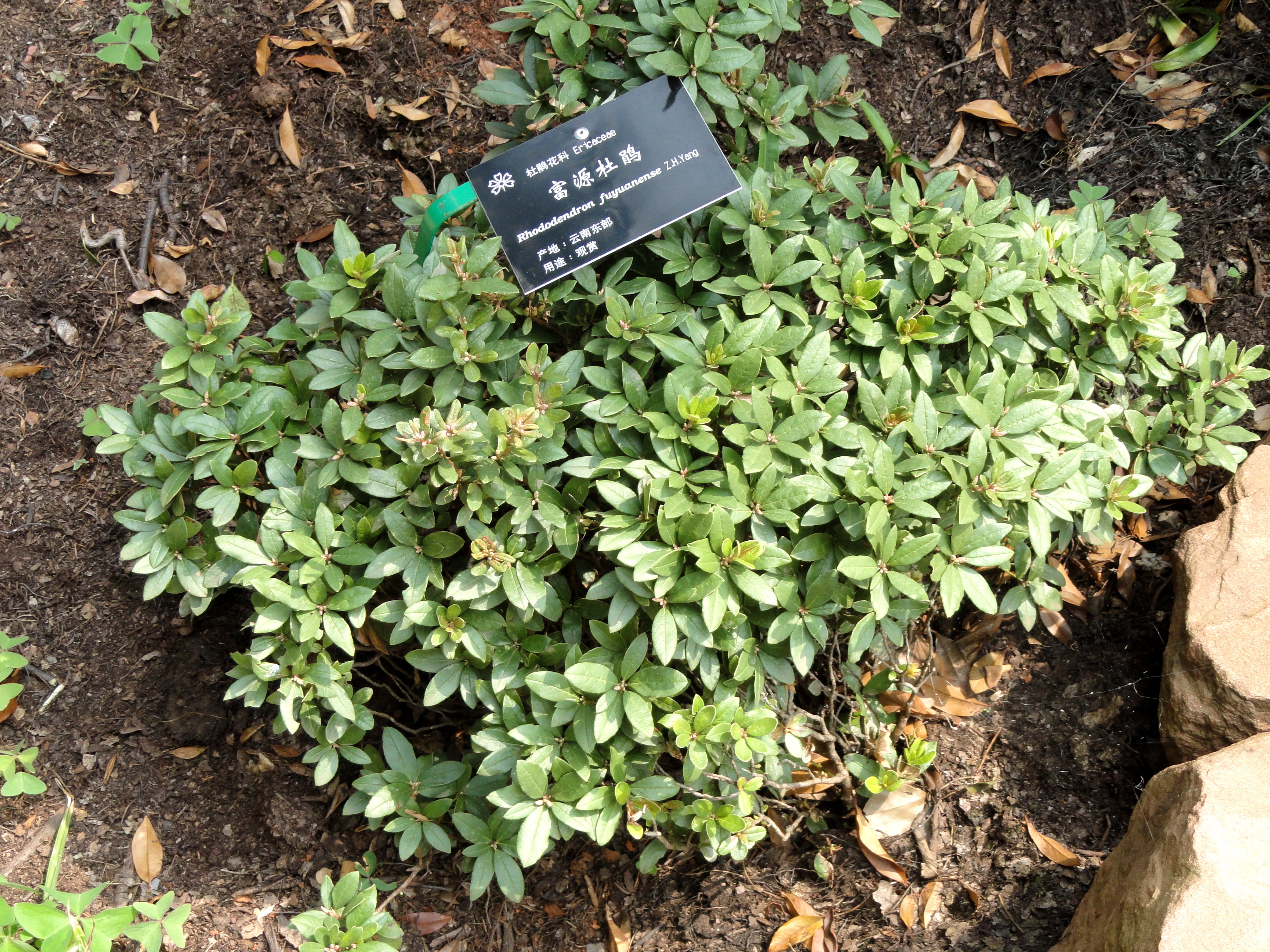
Rhododendron fuyuanense

- Rhododendron facetum Balf. f. & Kingdon-Ward
- Rhododendron faithiae Chun
- Rhododendron falconeri Hook.f.
- Rhododendron fangchengense P.C. Tam
- Rhododendron farinosum H. Lév.
- Rhododendron farrerae Sweet
- Rhododendron fastigiatum Franch.
- Rhododendron faucium D.F. Chamb.
- Rhododendron fauriei Franch.
- Rhododendron feddei H. Lév.
- Rhododendron ferrugineum L.[6]
- Rhododendron × fittianum Balf. f.
- Rhododendron flammeum (Michx.) Sarg.
- Rhododendron flavantherum Hutch. & Kingdon-Ward
- Rhododendron flavidum Franch.
- Rhododendron flavoflorum T.L. Ming
- Rhododendron fletcherianum Davidian
- Rhododendron floccigerum Franch.
- Rhododendron floribundum Franch.
- Rhododendron florulentum P.C. Tam
- Rhododendron flosculum W.P. Fang & G.Z. Li
- Rhododendron flumineum W.P. Fang & M.Y. He
- Rhododendron formosanum Hemsl.
- Rhododendron forrestii Balf. f. ex Diels
- Rhododendron fortunei Lindl.
- Rhododendron fragariiflorum Kingdon-Ward
- Rhododendron fuchsiifolium H. Lév.
- Rhododendron fulgens Hook. f.
- Rhododendron × fulvastrum Balf. f. & Forrest
- Rhododendron fulvum Balf. f. & W.W. Sm.
- Rhododendron fuscipilum M.Y. He
- Rhododendron fuyuanense Zeng H. Yang

## G

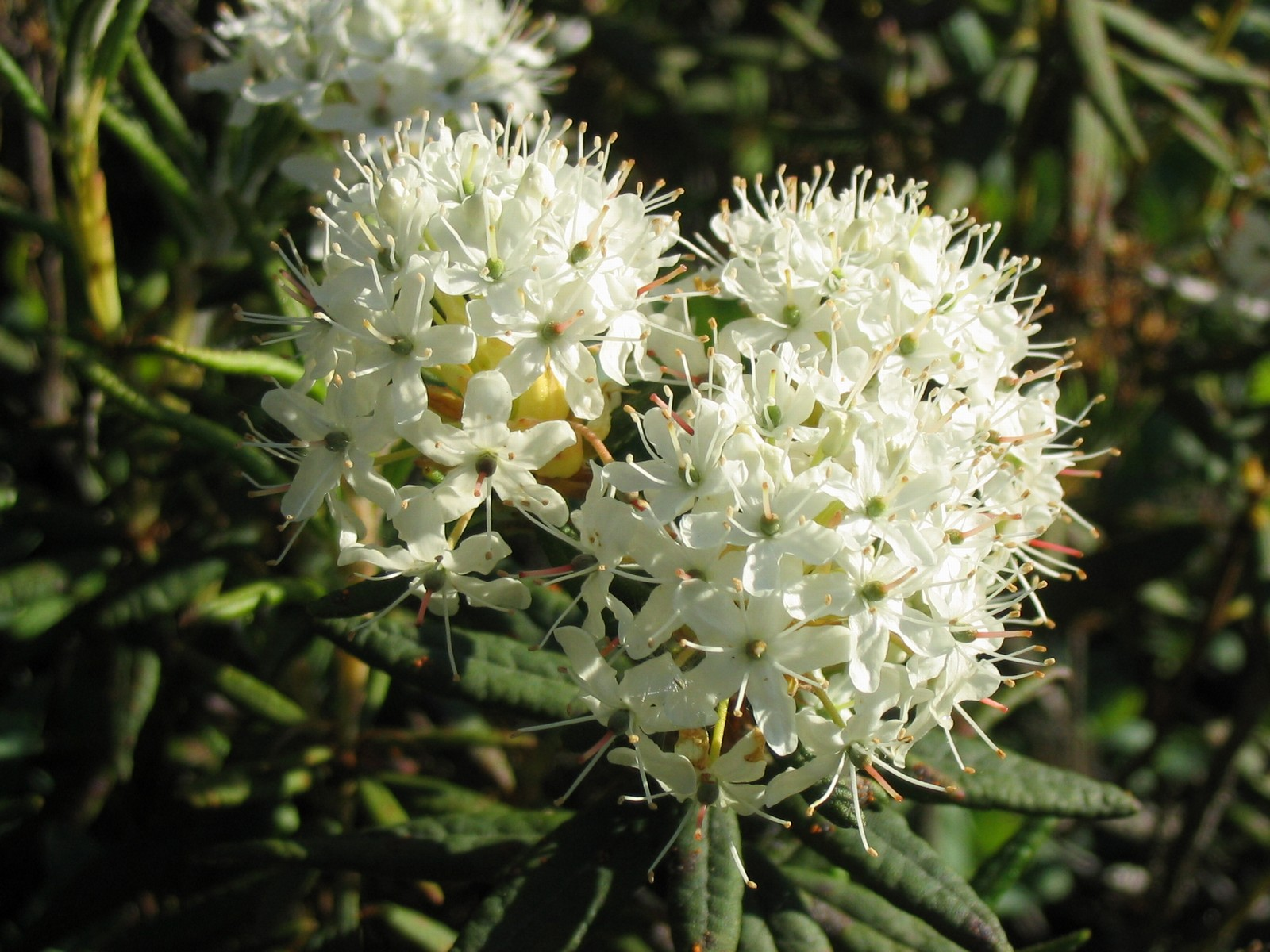
Rhododendron groenlandicum

- Rhododendron galactinum Balf. f. ex Tagg
- Rhododendron gannanense Z.C. Feng & X.G. Sun
- Rhododendron gemmiferum M.N. Philipson & Philipson
- Rhododendron genestierianum Forrest
- Rhododendron glanduliferum Franch.
- Rhododendron glaucophyllum Rehder
- Rhododendron glischrum Balf. f. & W.W. Sm.
- Rhododendron gologense C.J. Xu & Z.J. Zhao
- Rhododendron gonggashanense W.K. Hu
- Rhododendron gongshanense T.L. Ming
- Rhododendron goodenoughii
- Rhododendron goyozanense (M.Kikuchi) Craven
- Rhododendron gracilentum F.Muell.
- Rhododendron grande Wight
- Rhododendron griersonianum Balf. f. & Forrest
- Rhododendron griffithianum Wight
- Rhododendron groenlandicum (Oeder) Kron & Judd (Bog Labrador tea)
- Rhododendron guangnanense R.C. Fang
- Rhododendron guihainianum G.Z. Li
- Rhododendron guizhongense G.Z. Li
- Rhododendron guizhouense M.Y. Fang

## H

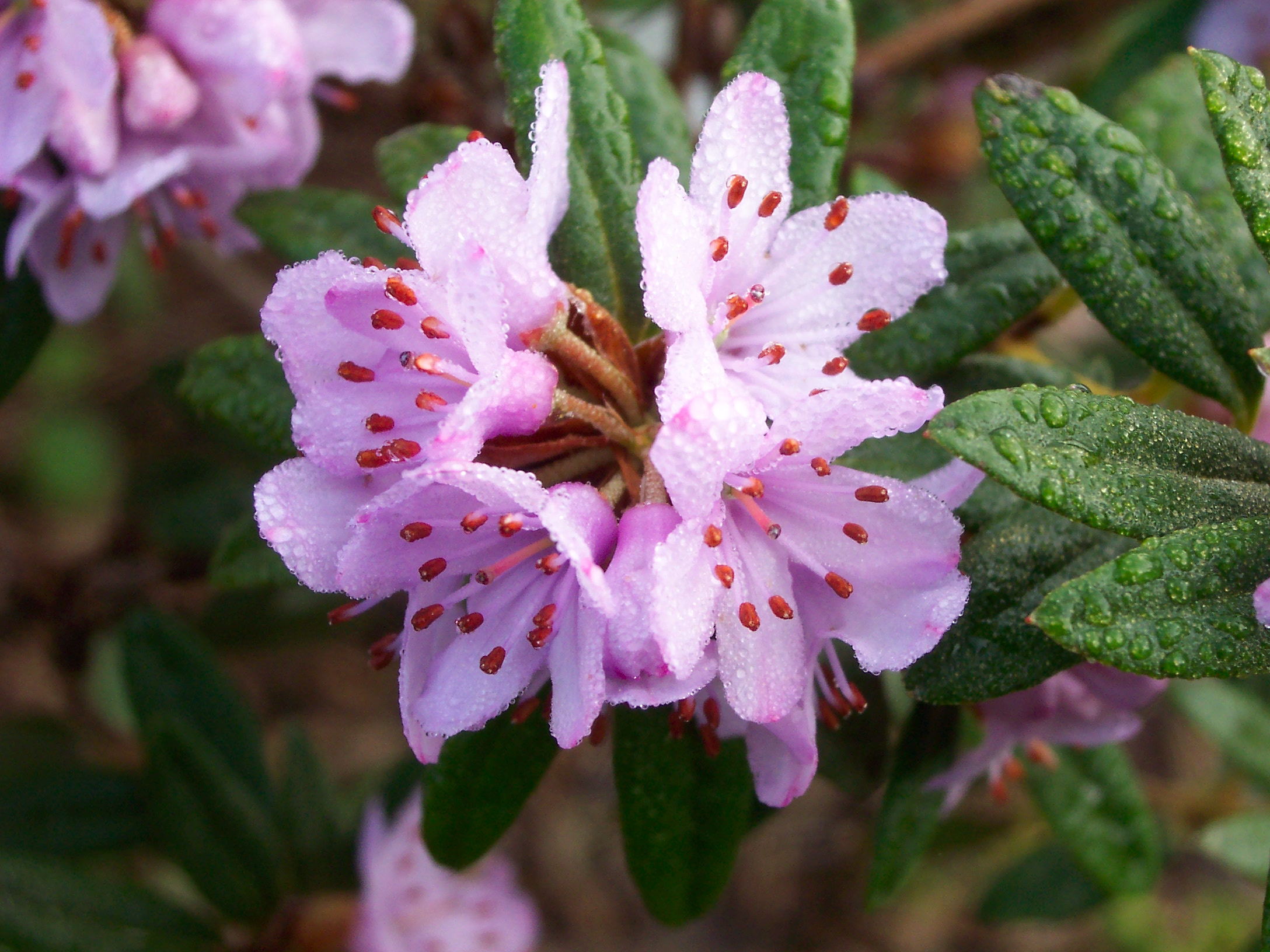
Rhododendron hippophaeoides

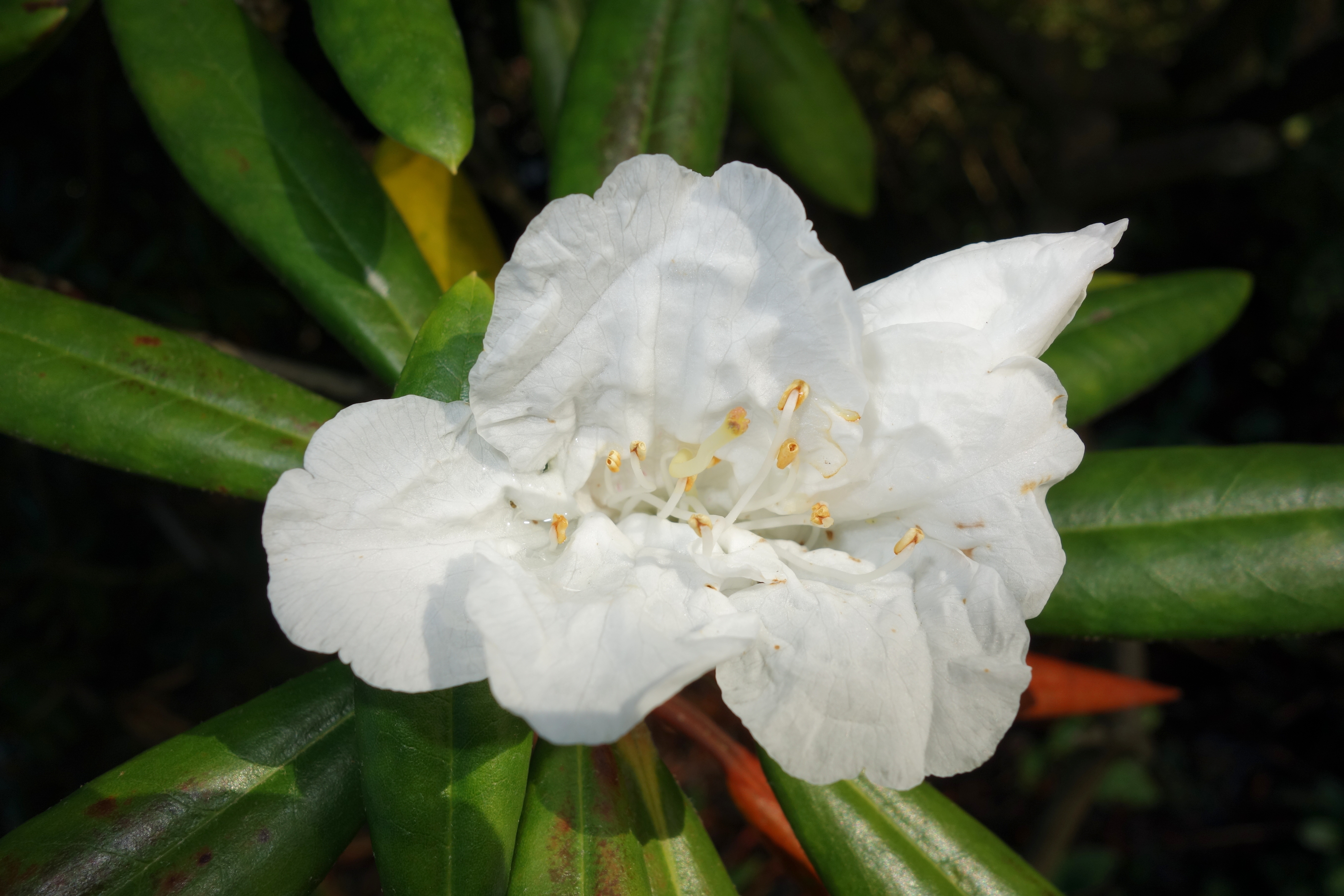
Rhododendron hyperythrum

- Rhododendron habrotrichum Balf. f. & W.W. Sm.
- Rhododendron haematodes Franch.
- Rhododendron hainanense Merr.
- Rhododendron hanceanum Hemsl.
- Rhododendron hancockii Hemsl.
- Rhododendron haofui Chun & W.P. Fang
- Rhododendron heizhugouense M.Y. He & L.C. Hu
- Rhododendron hejiangense M.Y. He
- Rhododendron heliolepis Franch.
- Rhododendron × hemigymnum (Tagg & Forrest) D.F. Chamb.
- Rhododendron hemitrichotum Balf. f. & Forrest
- Rhododendron hemsleyanum E.H. Wilson
- Rhododendron henanense W.P. Fang
- Rhododendron henryi Hance
- Rhododendron heteroclitum H.P. Yang
- Rhododendron × hillieri Davidian
- Rhododendron hippophaeoides Balf. f. & W.W. Sm.
- Rhododendron hirsutipetiolatum A.L. Chang & R.C. Fang
- Rhododendron hirsutum L.[6]
- Rhododendron hirtipes Tagg
- Rhododendron hodgsonii Hook. f.
- Rhododendron hoi W.P. Fang
- Rhododendron hongkongense Hutch.
- Rhododendron hookeri Nutt.
- Rhododendron huadingense B.Y. Ding & Y.Y. Fang
- Rhododendron huanum W.P. Fang
- Rhododendron huguangense P.C. Tam
- Rhododendron huidongense T.L. Ming
- Rhododendron hunanense Chun ex P.C. Tam
- Rhododendron hunnewellianum Rehder & E.H. Wilson
- Rhododendron hutchinsonianum W.P. Fang
- Rhododendron hylaeum Balf. f. & Farrer
- Rhododendron hypenanthum Balf. f.
- Rhododendron hyperythrum Hayata
- Rhododendron hypoblematosum P.C. Tam
- Rhododendron hypoglaucum Hemsl.
- Rhododendron hypoleucum (Kom.) Harmaja

## I
- Rhododendron igneum Cowan

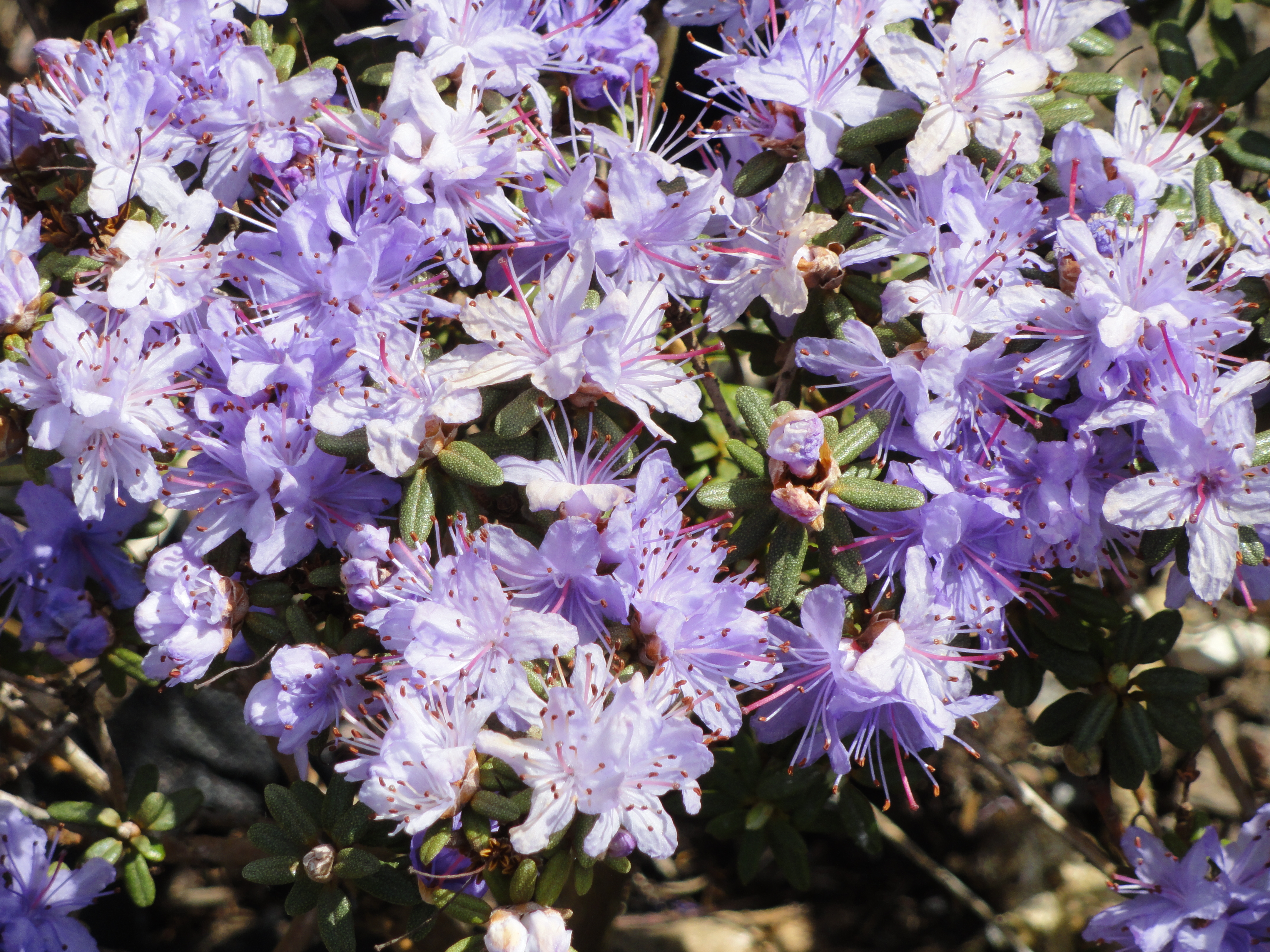
Rhododendron impeditum

- Rhododendron impeditum Balf. f. & W.W. Sm.
- Rhododendron indicum (L.) Sweet
- Rhododendron inopinum Balf. f.
- Rhododendron insigne Hemsl. & E.H. Wilson
- Rhododendron intricatum Franch.
- Rhododendron invictum Balf. f. & Farrer
- Rhododendron irroratum Franch.

## J
- Rhododendron jasminiflorum Hook.
- Rhododendron jasminoides M.Y. He
- Rhododendron javanicum (Blume) Benn.
- Rhododendron jenestierianum Forrest
- Rhododendron jinchangense Zeng H. Yang
- Rhododendron jingangshanicum P.C. Tam
- Rhododendron jinpingense W.P. Fang & M.Y. He
- Rhododendron jinxiuense W.P. Fang & M.Y. He
- Rhododendron joniense Ching & H.P. Yang

## K
- Rhododendron kanehirae E.H.Wilson
- Rhododendron kasoense Hutch. & Kingdon-Ward
- Rhododendron katsumatae (M.Tash. & H.Hatta) Craven
- Rhododendron kawakamii Hayata
- Rhododendron keiskei Miq.
- Rhododendron keleticum Balf. f. & Forrest
- Rhododendron kendrickii Nutt.
- Rhododendron kesangiae D.G. Long & Rushforth
- Rhododendron keysii Nutt.
- Rhododendron kiangsiense W.P. Fang
- Rhododendron kongboense Hutch.
- Rhododendron konori Becc.
- Rhododendron kroniae Craven
- Rhododendron kwangsiense Hu ex P.C. Tam
- Rhododendron kwangtungense Merr. & Chun
- Rhododendron kyawii Lace & W.W. Sm.
- Rhododendron × kamatae (Mochizuki) Craven

## L

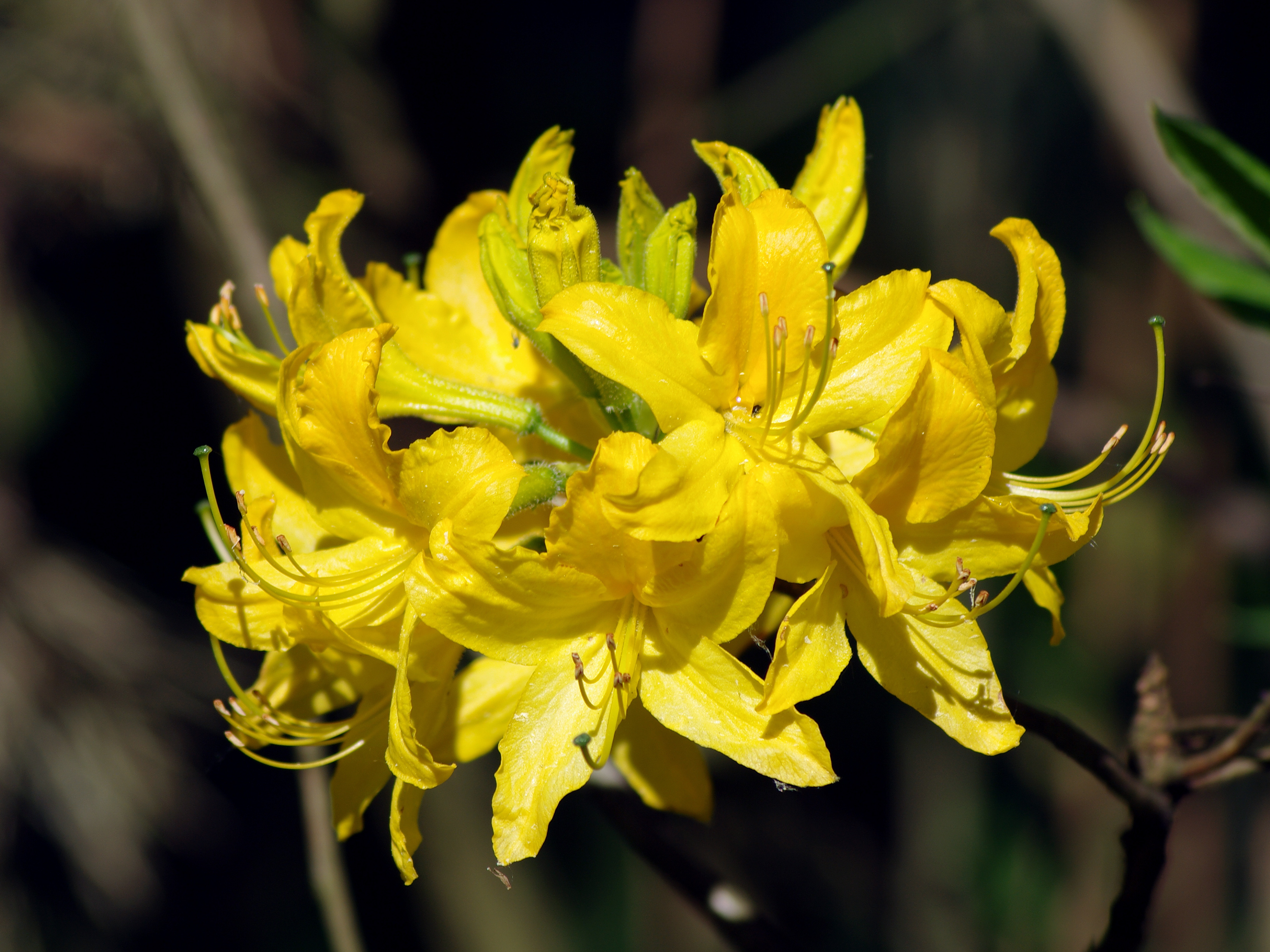
Rhododendron luteum

- Rhododendron labolengense Ching & H.P. Yang
- Rhododendron lacteum Franch.
- Rhododendron laetum J. J. Sm.
- Rhododendron lanatoides D.F. Chamb.
- Rhododendron lanatum Hook. f.
- Rhododendron lanigerum Tagg
- Rhododendron laojunshanense M.Y. Fang
- Rhododendron lapponicum (L.) Wahlenb.[6]
- Rhododendron lasiostylum Hayata
- Rhododendron lateriflorum R.C. Fang & A.L. Chang
- Rhododendron latoucheae Franch.
- Rhododendron laudandum Cowan
- Rhododendron leiboense Z.J. Zhao
- Rhododendron leishanicum W.P. Fang & S.S. Chang ex D.F. Chamb.
- Rhododendron lepidostylum Balf. f. & Forrest
- Rhododendron lepidotum Wall. ex G. Don
- Rhododendron leptocarpum Nutt.
- Rhododendron leptocladon Dop
- Rhododendron leptopeplum Balf. f. & Forrest
- Rhododendron leptothrium Balf. f. & Forrest
- Rhododendron leucaspis Tagg
- Rhododendron levinei Merr.
- Rhododendron liaoxigense S.L. Tung & Z. Lu
- Rhododendron liboense Z.R. Chen & K.M. Lan
- Rhododendron liliiflorum H. Lév.
- Rhododendron lindleyi T. Moore
- Rhododendron linearilobum R.C. Fang & A.L. Chang
- Rhododendron linguiense G.Z. Li
- Rhododendron litchiifolium T.C. Wu & P.C. Tam
- Rhododendron lochiae F. Muell.
- Rhododendron lochmium Balf. f.
- Rhododendron longesquamatum C.K. Schneid.
- Rhododendron longicalyx M.Y. Fang
- Rhododendron longifalcatum P.C. Tam
- Rhododendron longilobum L.M. Gao & D.Z. Li
- Rhododendron longiperulatum Hayata
- Rhododendron longipes Rehder & E.H. Wilson
- Rhododendron longistylum Rehder & A. Wilson
- Rhododendron loniceriflorum P.C. Tam
- Rhododendron loerzingii J.J. Smith
- Rhododendron ludlowii Cowan
- Rhododendron luhuoense H.P. Yang
- Rhododendron lukiangense Franch.
- Rhododendron lulangense L.C. Hu & Tateishi
- Rhododendron lungchiense W.P. Fang
- Rhododendron lutescens Franch.
- Rhododendron luteum Sweet[6]

## M
- Rhododendron macgregoriae F.Muell.
- Rhododendron mackenzianum Forrest
- Rhododendron maculiferum Franch.

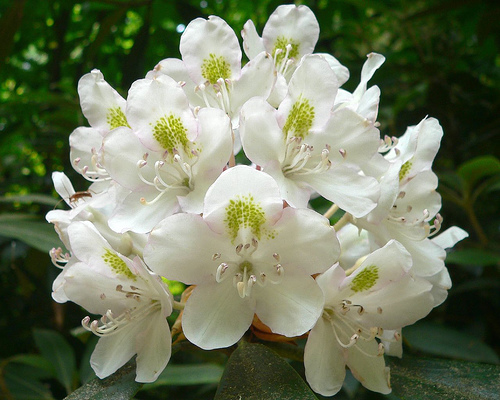
Rhododendron maximum

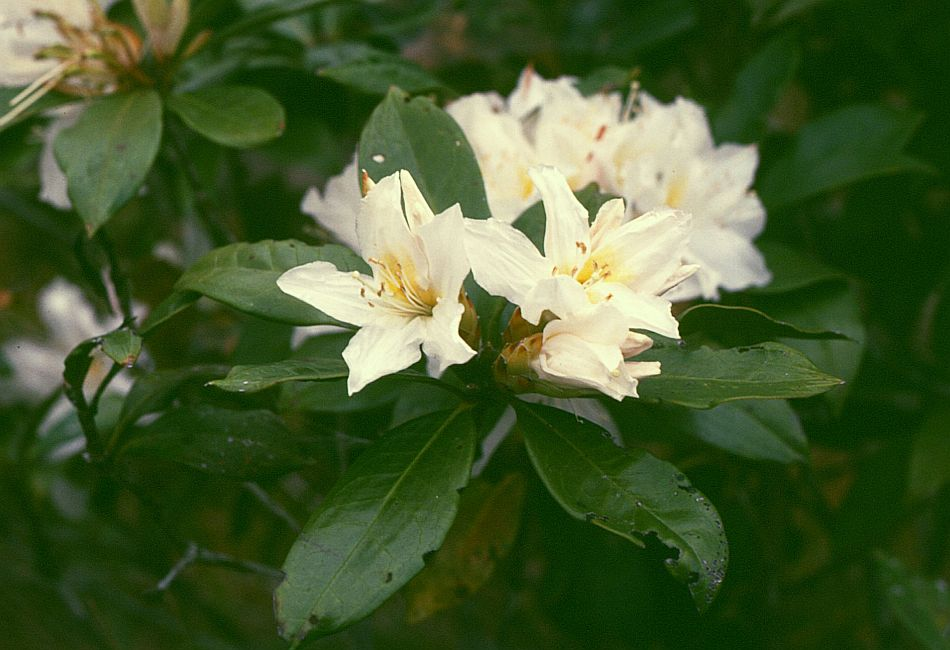
Rhododendron moulmainense

- Rhododendron macrophyllum D.Don ex G. Don [1834] (R. californicum Hook.f.) (Pacific Coast Rhododendron)
- Rhododendron maddenii Hook. f.
- Rhododendron magnificum Kingdon-Ward
- Rhododendron magniflorum W.K. Hu
- Rhododendron maguanense K.M. Feng
- Rhododendron mainlingense S.H. Huang & R.C. Fang
- Rhododendron malipoense M.Y. He
- Rhododendron mallotum Balf. f. & Kingdon-Ward
- Rhododendron maoerense W.P. Fang & G.Z. Li
- Rhododendron maowenense Ching & H.P. Yang
- Rhododendron mariae Hance
- Rhododendron mariesii Hemsl. & E.H. Wilson
- Rhododendron martinianum Balf. f. & Forrest
- Rhododendron maximum L.
- Rhododendron meagaii  Mambrasar & Hutabarat[7]
- Rhododendron meddianum Forrest
- Rhododendron medoense W.P. Fang & M.Y. He
- Rhododendron megacalyx Balf. f. & Kingdon-Ward
- Rhododendron megalanthum M.Y. Fang
- Rhododendron megeratum Balf. f. & Forrest
- Rhododendron mekongense Franch.
- Rhododendron mengtszense Balf. f. & W.W. Sm.
- Rhododendron menziesii Craven
- Rhododendron meridionale P.C. Tam
- Rhododendron metternichii Siebold & Zucc. syn. Rhododendron degronianum Carrière
- Rhododendron mianningense Z.J. Zhao
- Rhododendron micranthum Turcz.
- Rhododendron microgynum Balf. f. & Forrest
- Rhododendron microphyton Franch.
- Rhododendron mimetes Tagg & Forrest
- Rhododendron miniatum Cowan
- Rhododendron minus Michx.
- Rhododendron minutiflorum Hu
- Rhododendron minyaense Philipson & M.N. Philipson
- Rhododendron mitriforme P.C. Tam
- Rhododendron miyiense W.K. Hu
- Rhododendron molle (Blume) G. Don
- Rhododendron mollicomum Balf. f. & W.W. Sm.
- Rhododendron monanthum Balf. f. & W.W. Sm.
- Rhododendron montiganum T.L. Ming
- Rhododendron montroseanum Davidian
- Rhododendron morii Hayata
- Rhododendron moulmainense Hook.
- Rhododendron moupinense Franch.
- Rhododendron mucronatum (Blume) G. Don
- Rhododendron mucronulatum Turcz.
- Rhododendron multiflorum (Maxim.) Craven
- Rhododendron myrsinifolium Ching ex W.P. Fang & M.Y. He
- Rhododendron myrtifolium Schott & Kotschy

## N
- Rhododendron naamkwanense Merr.
- Rhododendron nakaharae Hayata
- Rhododendron nakotiltum Balf. f. & Forrest
- Rhododendron nanjianense K.M. Feng & Z.H. Yang
- Rhododendron nanpingense P.C. Tam
- Rhododendron neglectum (Ashe) Ashe
- Rhododendron neoglandulosum Harmaja antigamente Ledum glandulosum
- Rhododendron neriiflorum Franch.
- Rhododendron nigroglandulosum Nitz.
- Rhododendron nitidulum Rehder & E.H. Wilson
- Rhododendron nivale Hook. f.
- Rhododendron niveum Hook. f.
- Rhododendron noriakianum Suzuki
- Rhododendron nuttallii Booth ex Nutt.
- Rhododendron nyingchiense R.C. Fang & S.H. Huang
- Rhododendron nymphaeoides W.K. Hu

## O

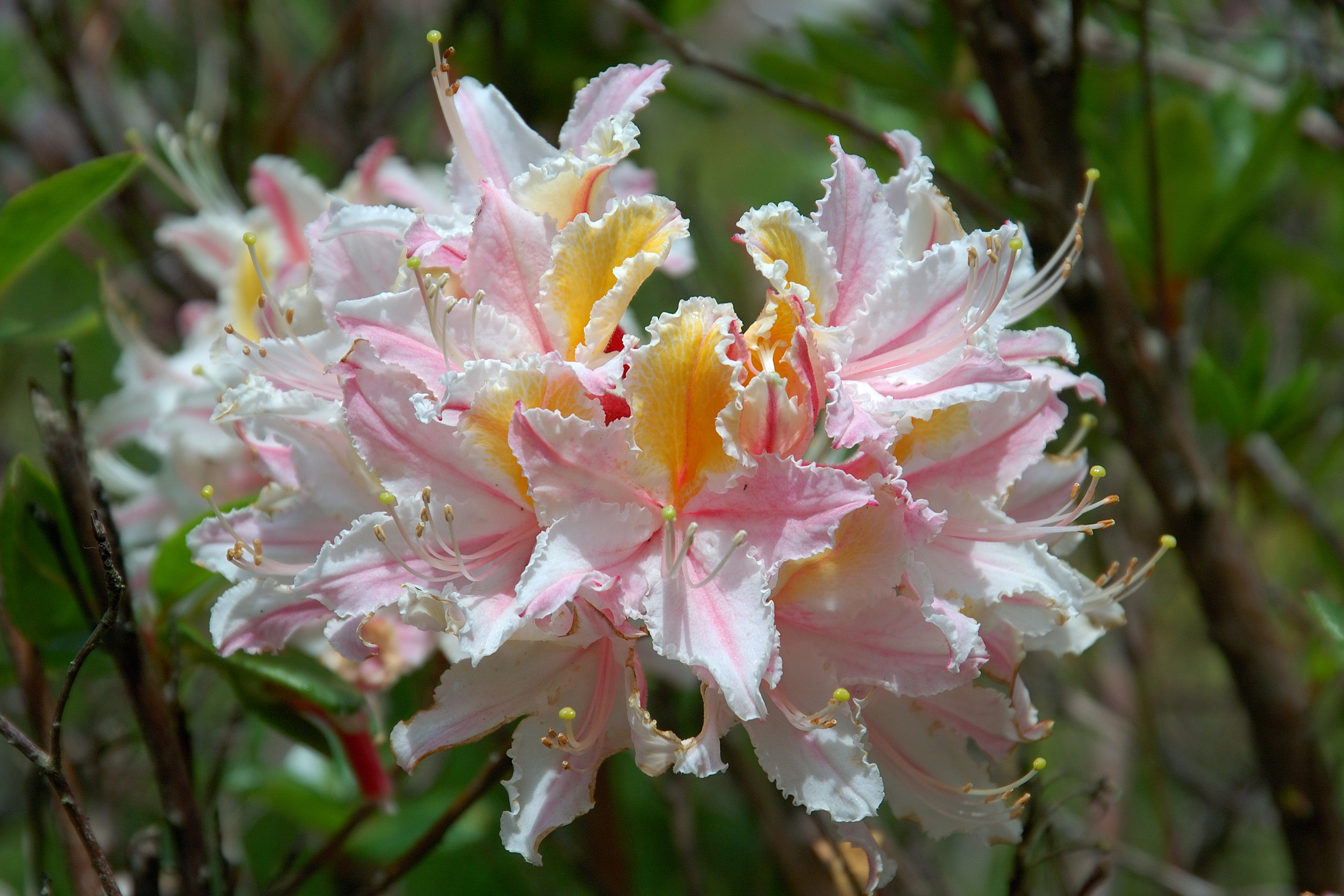
Rhododendron occidentale

- Rhododendron oblancifolium M.Y. Fang
- Rhododendron oblongifolium (Small) Millais
- Rhododendron obtusum (Lindl.) Planch.
- Rhododendron occidentale (Torr. & A. Gray) A. Gray
- Rhododendron ochraceum Rehder & E.H. Wilson
- Rhododendron octandrum M.Y. He
- Rhododendron oldhamii Maxim.
- Rhododendron oligocarpum W.P. Fang
- Rhododendron orbiculare Decne.
- Rhododendron oreodoxa Franch.
- Rhododendron oreogenum L.C. Hu
- Rhododendron oreotrephes W.W. Sm.
- Rhododendron orthocladum Balf. f. & Forrest
- Rhododendron ovatum (Lindl.) Planch. ex Maxim.

## P

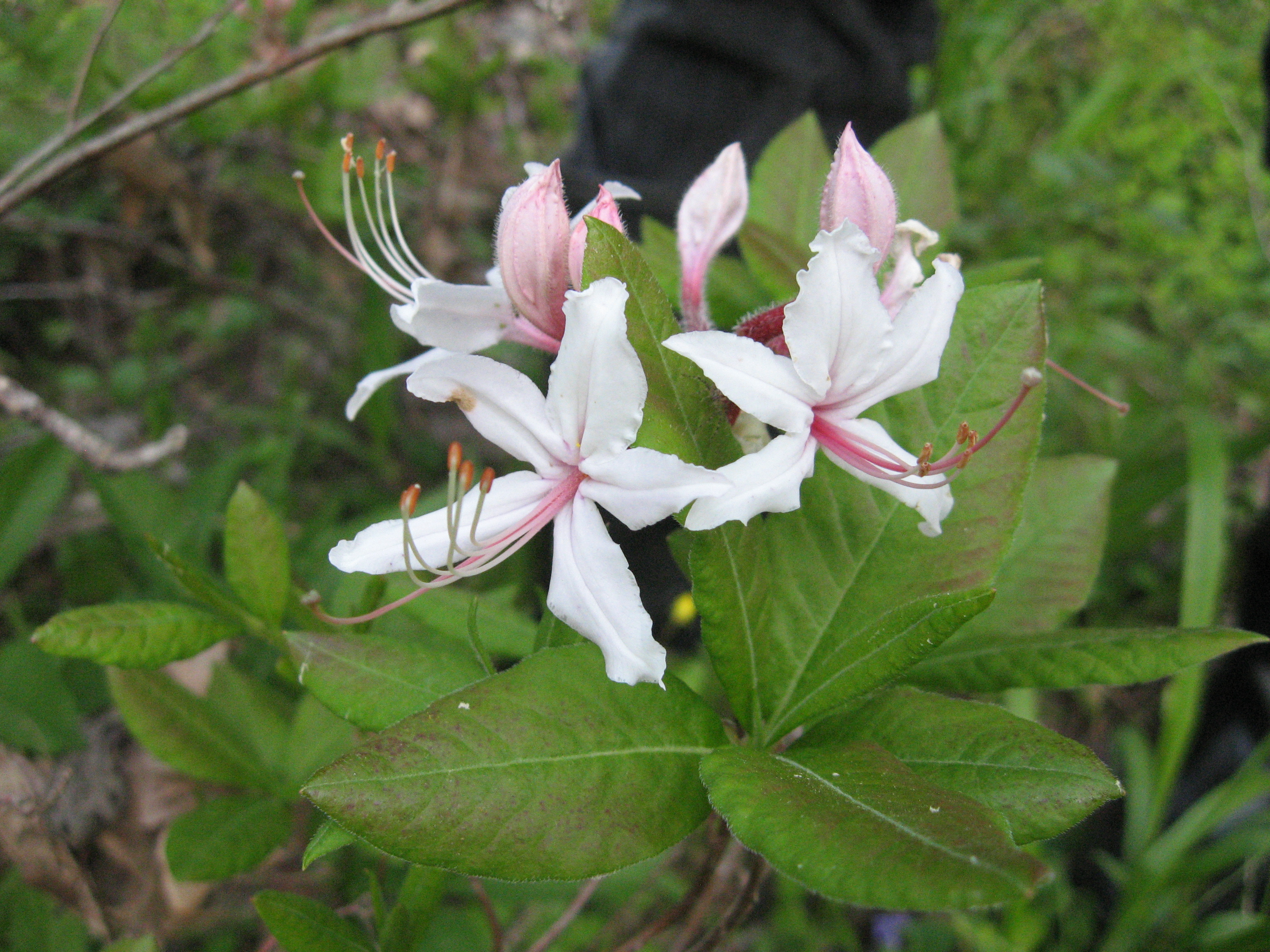
Rhododendron periclymenoides

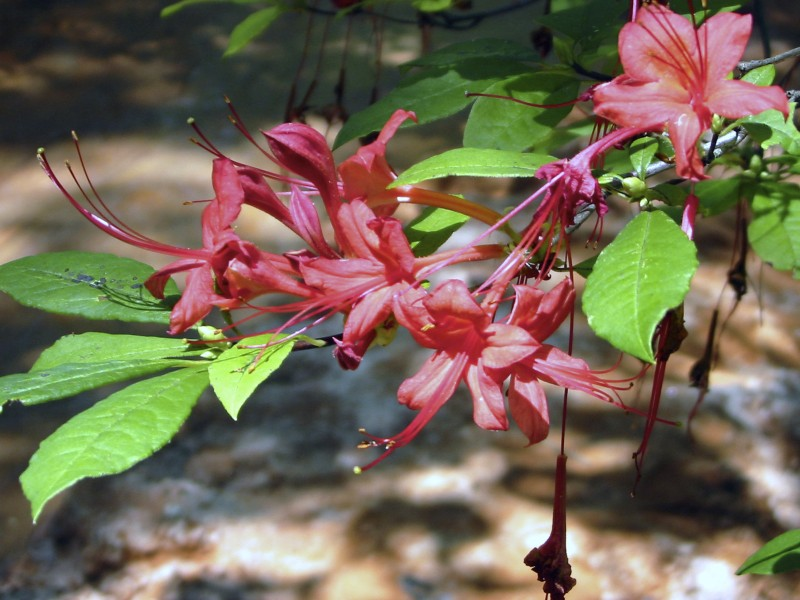
Rhododendron prunifolium

- Rhododendron pachyphyllum W.P. Fang
- Rhododendron pachypodum Balf. f. & W.W. Sm.
- Rhododendron pachysanthum Hayata
- Rhododendron pachytrichum Franch.
- Rhododendron papillatum Balf. f. & R.E. Cooper
- Rhododendron paradoxum Balf. f.
- Rhododendron parmulatum Cowan
- Rhododendron pemakoense Kingdon-Ward
- Rhododendron pendulum Hook. f.
- Rhododendron pentaphyllum
- Rhododendron pentandrum (Maxim.) Craven
- Rhododendron peregrinum Tagg
- Rhododendron periclymenoides (Michx.) Shinners
- Rhododendron petrocharis Diels
- Rhododendron phaeochrysum Balf. f. & W.W. Sm.
- Rhododendron piercei Davidian
- Rhododendron pilosum (Michx. ex Lam.) Craven
- Rhododendron pilostylum W.K. Hu
- Rhododendron pinetorum P.C. Tam
- Rhododendron pingbianense M.Y. Fang
- Rhododendron pingianum W.P. Fang
- Rhododendron platyphyllum (Franch. ex Diels) Balf. f. & W.W. Sm.
- Rhododendron platypodum Diels
- Rhododendron pleistanthum E.H. Wilding
- Rhododendron pocophorum Balf. f. ex Tagg
- Rhododendron poilanei Dop
- Rhododendron polycladum Franch.
- Rhododendron polylepis Franch.
- Rhododendron polyraphidoideum P.C. Tam
- Rhododendron polytrichum W.P. Fang
- Rhododendron pomense Cowan & Davidian
- Rhododendron ponticum L.
- Rhododendron populare Cowan
- Rhododendron potaninii Batalin
- Rhododendron praestans Balf. f. & W.W. Sm.
- Rhododendron praeteritum Hutch.
- Rhododendron praevernum Hutch.
- Rhododendron preptum Balf. f. & Forrest
- Rhododendron primuliflorum Bureau & Franch.
- Rhododendron principis Bureau & Franch.
- Rhododendron prinophyllum (Small) Millais
- Rhododendron pronum Tagg & Forrest
- Rhododendron proteoides Balf. f. & W.W. Sm.
- Rhododendron protistum Balf. f. & Forrest
- Rhododendron pruniflorum Hutch. & Kingdon-Ward
- Rhododendron prunifolium (Small) Millais
- Rhododendron przewalskii Maxim.
- Rhododendron pseudochrysanthum Hayata
- Rhododendron pseudociliipes Cullen
- Rhododendron pubescens Balf. f. & Forrest
- Rhododendron pubicostatum T.L. Ming
- Rhododendron pudorosum Cowan
- Rhododendron pugeense L.C. Hu
- Rhododendron pulchroides Chun & W.P. Fang
- Rhododendron pulchrum Sweet
- Rhododendron pumilum Hook. f.
- Rhododendron punctifolium L.C. Hu
- Rhododendron purdomii Rehder & E.H. Wilson
- Rhododendron × pyrrhoanthum Balf. f.

## Q
- Rhododendron qianyangense M.Y. He
- Rhododendron qinghaiense Ching ex W.Y. Wang
- Rhododendron quinquefolium

## R
- Rhododendron racemosum Franch.
- Rhododendron radendum W.P. Fang
- Rhododendron ramipilosum T.L. Ming
- Rhododendron ramsdenianum Cowan
- Rhododendron rarilepidotum J.J.Sm.
- Rhododendron rarum Schltr.
- Rhododendron recurvoides Tagg & Kingdon-Ward
- Rhododendron redowskianum Maxim.
- Rhododendron retusum (Blume) Benn.
- Rhododendron rex H. Lév.
- Rhododendron rhodanthum M.Y. He
- Rhododendron rhombifolium R.C. Fang
- Rhododendron rhuyuenense Chun ex P.C. Tam
- Rhododendron rigidum Franch.
- Rhododendron riparioides (Cullen) Cubey
- Rhododendron ririei Hemsl. & E.H. Wilson
- Rhododendron rivulare Hand.-Mazz.
- Rhododendron roseatum Hutch.
- Rhododendron rothschildii Davidian
- Rhododendron roxieanum Forrest
- Rhododendron roxieoides D.F. Chamb.
- Rhododendron rubiginosum Franch.
- Rhododendron rubropilosum Hayata
- Rhododendron rufescens Franch.
- Rhododendron rufohirtum Hand.-Mazz.
- Rhododendron rufum Batalin
- Rhododendron rupicola W.W. Sm.
- Rhododendron rupivalleculatum P.C. Tam
- Rhododendron rushforthii Argent & D.F. Chamb.
- Rhododendron russatum Balf. f. & Forrest

## S
- Rhododendron saluenense Franch.
- Rhododendron sanguineum Franch.

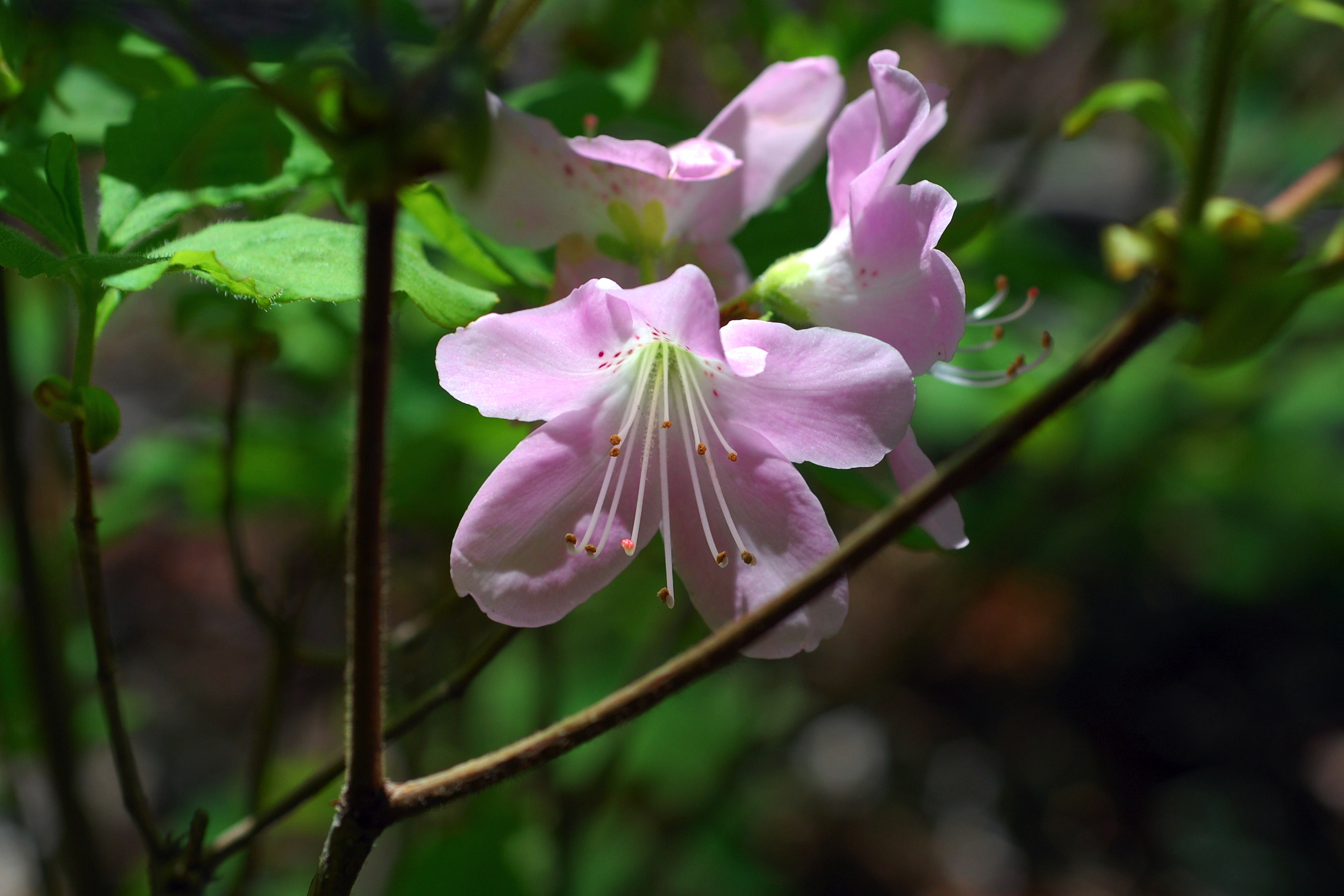
Rhododendron schlippenbachii

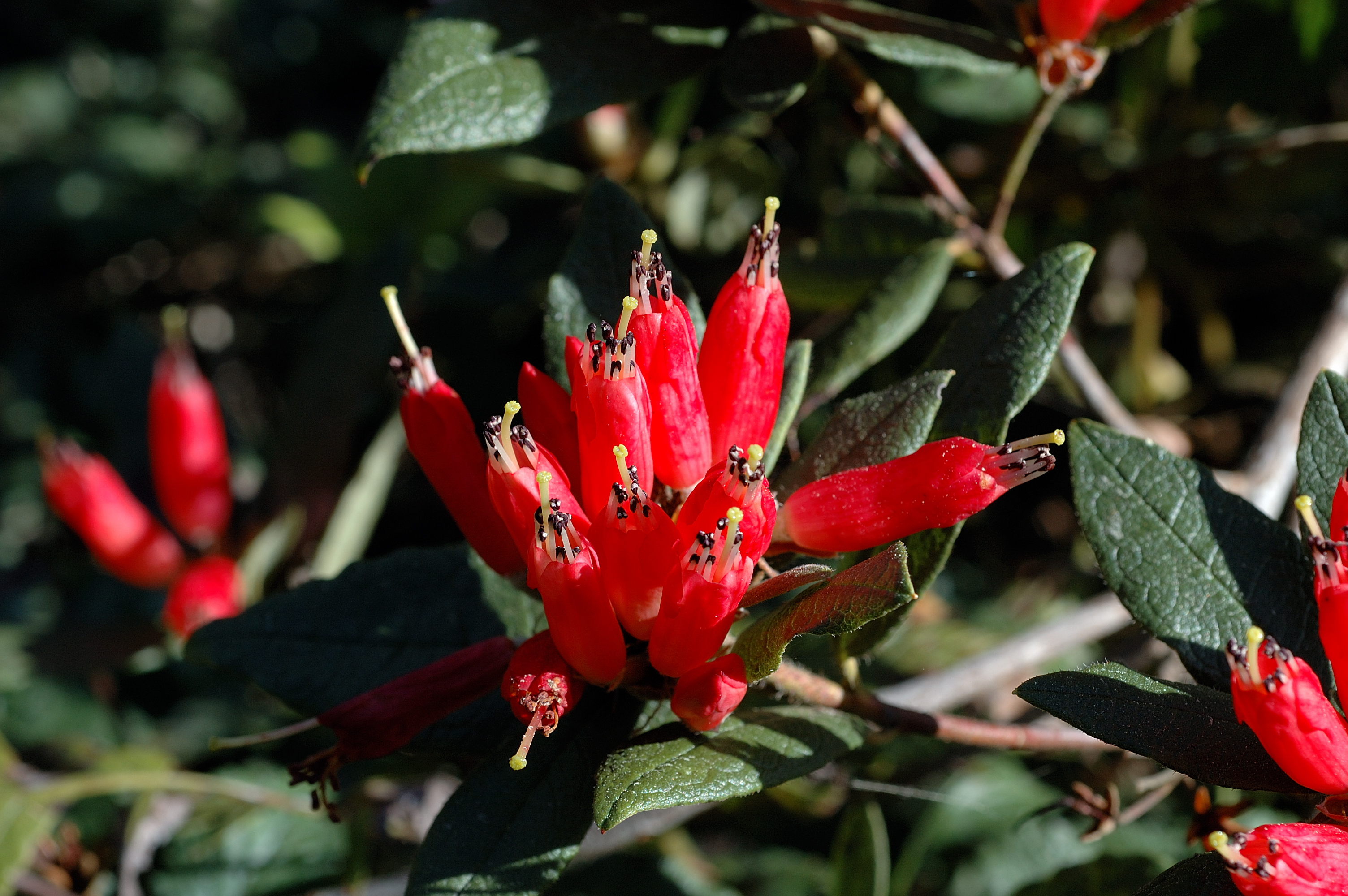
Rhododendron spinuliferum

- Rhododendron sargentianum Rehder & E.H. Wilson
- Rhododendron saxatile B.Y. Ding & Y.Y. Fang
- Rhododendron scabrifolium Franch.
- Rhododendron schistocalyx Balf. f. & Forrest
- Rhododendron schlippenbachii Maxim.
- Rhododendron scopulorum Hutch.
- Rhododendron searsiae Rehder & E.H. Wilson
- Rhododendron seinghkuense Kingdon-Ward
- Rhododendron selense Franch.
- Rhododendron semnoides Tagg & Forrest
- Rhododendron seniavinii Maxim.
- Rhododendron serotinum Hutch.
- Rhododendron setiferum Balf. f. & Forrest
- Rhododendron setosum D. Don
- Rhododendron shanii W.P. Fang
- Rhododendron sherriffii Cowan
- Rhododendron shimenense Q.X. Liu & C.M. Zhang
- Rhododendron shimianense W.P. Fang & P.S. Liu
- Rhododendron shweliense Balf. f. & Forrest
- Rhododendron sidereum Balf. f.
- Rhododendron siderophyllum Franch.
- Rhododendron sikangense W.P. Fang
- Rhododendron sikayotaizanense Masam.
- Rhododendron simiarum Hance
- Rhododendron simsii Planch.
- Rhododendron sinofalconeri Balf. f.
- Rhododendron sinogrande Balf. f. & W.W. Sm.
- Rhododendron sinonuttallii Balf. f. & Forrest
- Rhododendron × sinosimulans D.F. Chamb.
- Rhododendron smirnowii Trautv.
- Rhododendron sophistarum Craven
- Rhododendron souliei Franch.
- Rhododendron spadiceum P.C. Tam
- Rhododendron spanotrichum Balf. f. & W.W. Sm.
- Rhododendron sparsifolium W.P. Fang
- Rhododendron sperabile Balf. f. & Farrer
- Rhododendron sperabiloides Tagg & Forrest
- Rhododendron sphaeroblastum Balf. f. & Forrest
- Rhododendron spiciferum Franch.
- Rhododendron spinuliferum Franch.
- Rhododendron stamineum Franch.
- Rhododendron stewartianum Diels
- Rhododendron strigillosum Franch.
- Rhododendron strigosum R.L. Liu
- Rhododendron subcerinum P.C. Tam
- Rhododendron subenerve P.C. Tam
- Rhododendron subestipitatum Chun ex P.C. Tam
- Rhododendron subflumineum P.C. Tam
- Rhododendron subansiriense Chamberlain
- Rhododendron subulatum (Nakai) Harmaja
- Rhododendron sulfureum Franch.
- Rhododendron sutchuenense Franch.

## T
- Rhododendron taggianum Hutch.

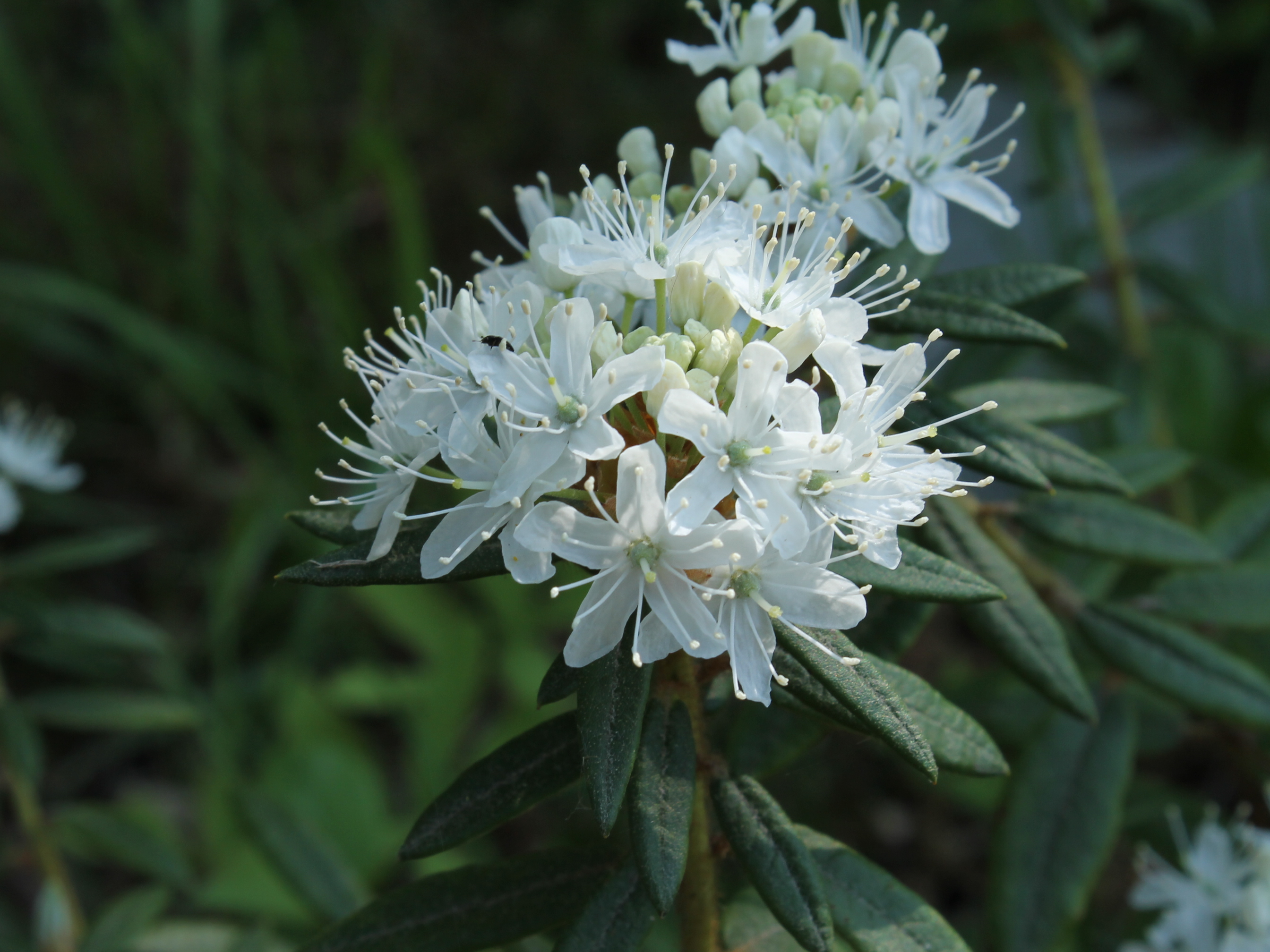
Rhododendron tomentosum

- Rhododendron taibaiense Ching & H.P. Yang
- Rhododendron taichungianum S.S. Ying
- Rhododendron taipaoense T.C. Wu & P.C. Tam
- Rhododendron taishunense B.Y. Ding & Y.Y. Fang
- Rhododendron taiwanalpinum Ohwi
- Rhododendron taliense Franch.
- Rhododendron tanastylum Balf. f. & Kingdon-Ward
- Rhododendron tapetiforme Balf. f. & Kingdon-Ward
- Rhododendron taronense Hutch.
- Rhododendron tashiroi Maxim.
- Rhododendron tatsienense Franch.
- Rhododendron telmateium Balf. f. & W.W. Sm.
- Rhododendron temenium Balf. f. & Forrest
- Rhododendron tenue Ching ex W.P. Fang & M.Y. He
- Rhododendron tenuifolium R.C. Fang & S.H. Huang
- Rhododendron tenuilaminare P.C. Tam
- Rhododendron tephropeplum Balf. f. & Forrest
- Rhododendron thayerianum Rehder & E.H. Wilson
- Rhododendron thomsonii Hook. f.
- Rhododendron thymifolium Maxim.
- Rhododendron tianlinense P.C. Tam
- Rhododendron tiantangense G.Z. Li
- Rhododendron tingwuense P.C. Tam
- Rhododendron tomentosum Harmaja antigamente Ledum palustre
- Rhododendron torquescens D.F. Chamb.
- Rhododendron traillianum Forrest & W.W. Sm.
- Rhododendron trichanthum Rehder
- Rhododendron trichocladum Franch.
- Rhododendron trichogynum L.C. Hu
- Rhododendron trichophorum Balf. f.
- Rhododendron trichostomum Franch.
- Rhododendron triflorum Hook. f.
- Rhododendron trilectorum Cowan
- Rhododendron truncatovarium L.M. Gao & D.Z. Li
- Rhododendron tsaii W.P. Fang
- Rhododendron tsariense Cowan
- Rhododendron tsinlingense W.P. Fang ex J.Q. Fu
- Rhododendron tsoi Merr.
- Rhododendron tubiforme (Cowan & Davidian) Davidian
- Rhododendron tubulosum Ching ex W.Y. Wang
- Rhododendron tutcherae Hemsl. & E.H. Wilson

## U
- Rhododendron unciferum P.C. Tam
- Rhododendron uniflorum Hutch. & Kingdon-Ward
- Rhododendron urophyllum W.P. Fang
- Rhododendron uvariifolium Diels

## V
- Rhododendron vaccinioides Hook.

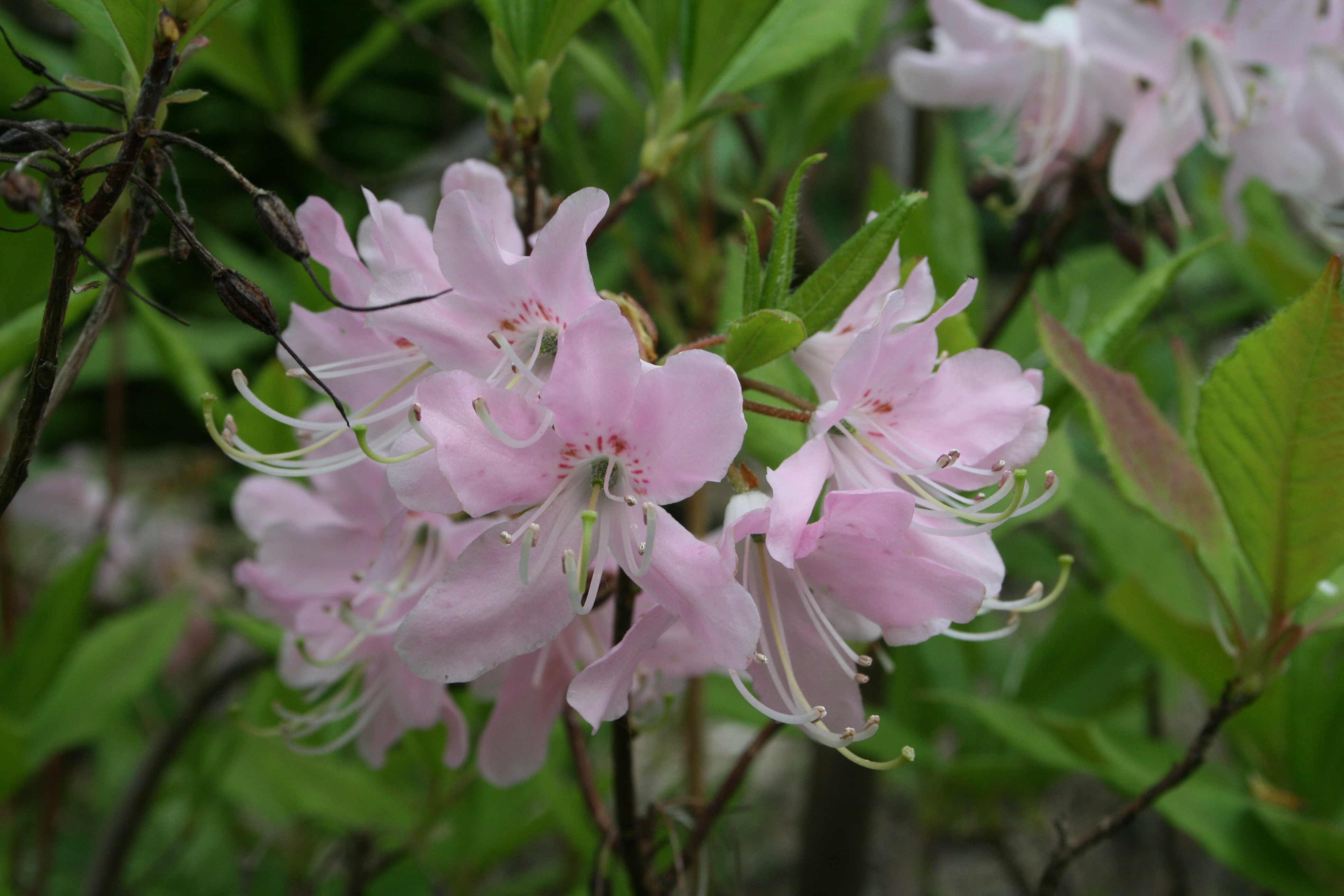
Rhododendron vaseyi

- Rhododendron valentinianum Forrest ex Hutch.
- Rhododendron vaniotii H. Lév.
- Rhododendron vaseyi A.Gray
- Rhododendron veitchianum Hook.
- Rhododendron vellereum Hutch. ex Tagg
- Rhododendron venator Tagg
- Rhododendron vernicosum Franch.
- Rhododendron verruciferum W.K. Hu
- Rhododendron verruculosum Rehder & E.H. Wilson
- Rhododendron vesiculiferum Tagg
- Rhododendron vialii Delavay & Franch.
- Rhododendron virgatum Hook. f.
- Rhododendron viridescens Hutch.
- Rhododendron viscidifolium Davidian
- Rhododendron viscidum C.Z. Guo & Z.H. Liu
- Rhododendron viscigemmatum P.C. Tam
- Rhododendron viscosum (L.) Torr.

## W
- Rhododendron wadanum Makino
- Rhododendron wallichii Hook. f.

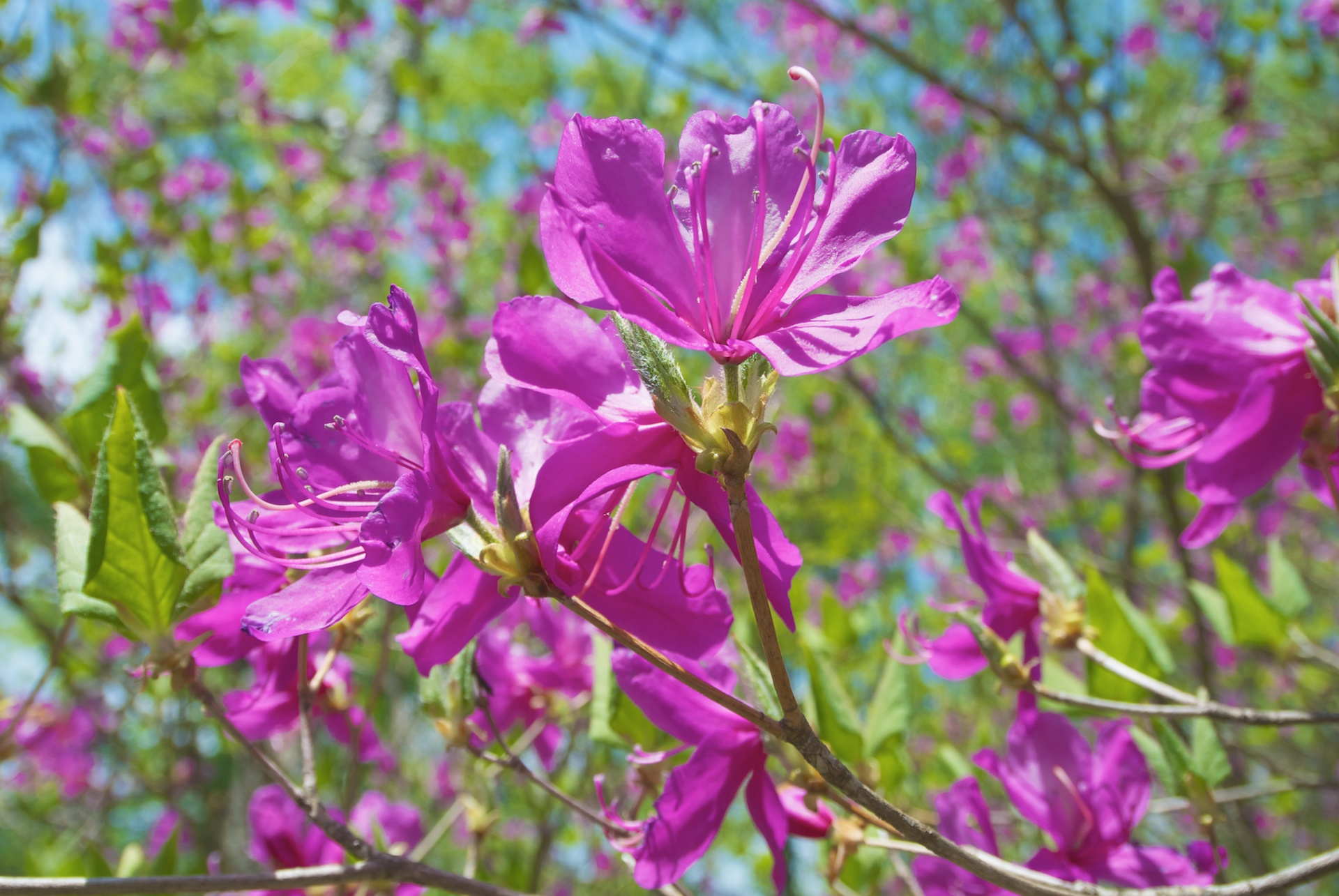
Rhododendron wadanum

- Rhododendron walongense Kingdon-Ward
- Rhododendron wardii W.W. Sm.
- Rhododendron wattii Cowan
- Rhododendron watsonii Hemsl. & E.H. Wilson
- Rhododendron websterianum Rehder & E.H. Wilson
- Rhododendron westlandii Hemsl.
- Rhododendron weyrichii Maxim.
- Rhododendron wightii Hook. f.
- Rhododendron wilhelminae Hochr.
- Rhododendron williamsianum Rehder & E.H. Wilson
- Rhododendron wiltonii Hemsl. & E.H. Wilson
- Rhododendron wolongense W.K. Hu
- Rhododendron wongii Hemsl. & E.H. Wilson
- Rhododendron wrayi King & Gamble
- Rhododendron wumingense W.P. Fang

## X
- Rhododendron xanthanthum (Tagg & Forrest) D.F. Chamb.
- Rhododendron xanthocodon Hutch.
- Rhododendron xanthostephanum Merr.
- Rhododendron xiaoxidongense W.K. Hu
- Rhododendron xichangense Z.J. Zhao
- Rhododendron xiguense Ching & H.P. Yang

## Y

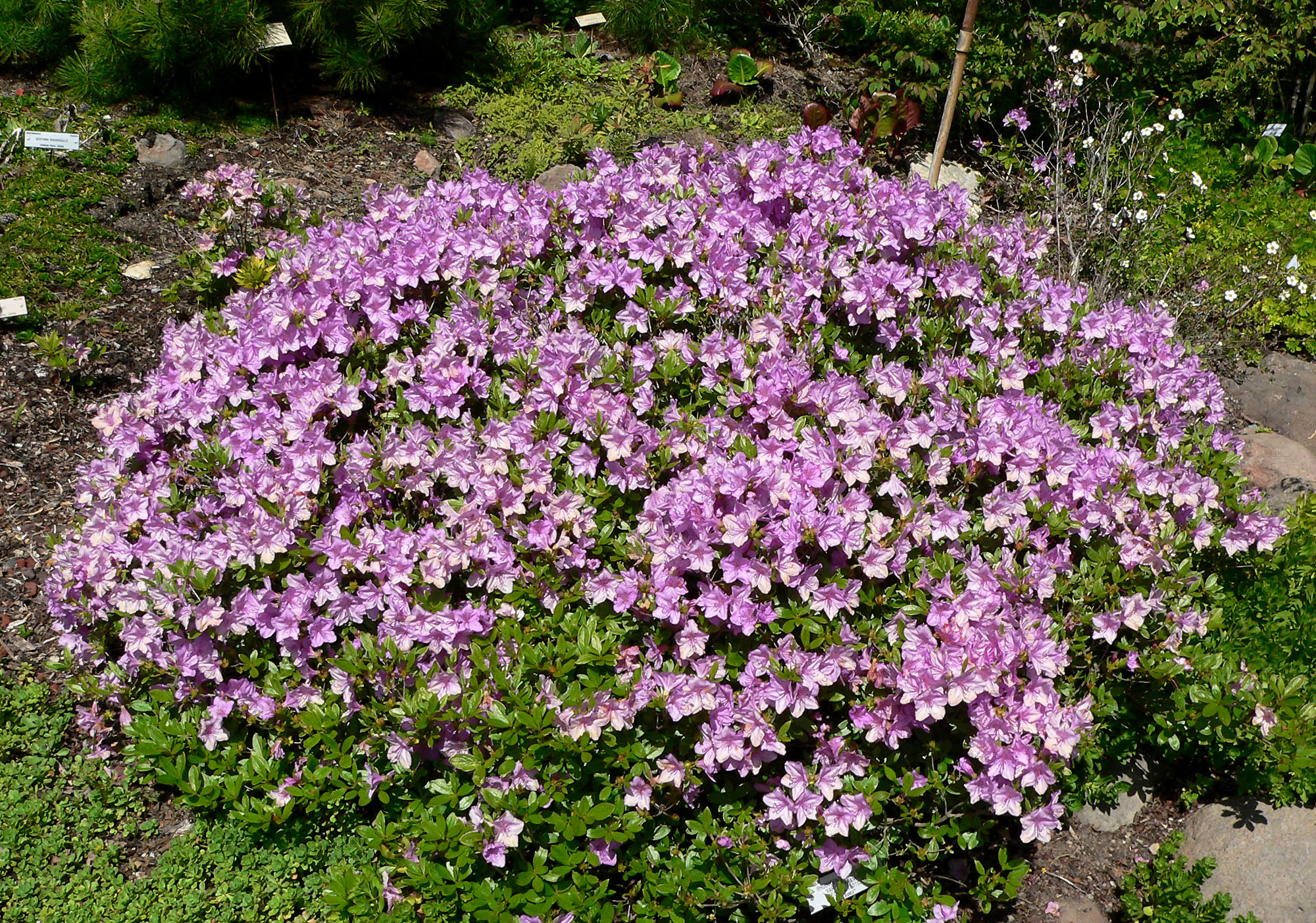
Rhododendron yedoense var. poukhanense

- Rhododendron yakushimense (M.Tash. & H.Hatta) Craven
- Rhododendron yangmingshanense P.C. Tam
- Rhododendron yaogangxianense Qi-xian Liu
- Rhododendron yaoshanense L.M. Gao & S.D. Zhang
- Rhododendron yaoshanicum W.P. Fang & M.Y. He
- Rhododendron yedoense Maxim.
- Rhododendron yizhangense Qi-xian Liu
- Rhododendron yuefengense G.Z. Li
- Rhododendron yungchangense Cullen
- Rhododendron yungningense Balf. f. ex Hutch.
- Rhododendron yunnanense Franch.
- Rhododendron yushuense Z.J. Zhao

## Z
- Rhododendron zaleucum Balf. f. & W.W. Sm.
- Rhododendron zekoense Y.D. Sun & Z.J. Zhao
- Rhododendron zhangjiajieense C.L. Peng & L.H. Yan
- Rhododendron zheguense Ching & H.P. Yang
- Rhododendron zhongdianense L.C. Hu
- Rhododendron ziyuanense P.C. Tam